# 虹ヶ咲学園スクールアイドル同好会
- ラブライブ!シリーズ
  - ラブライブ! スクールアイドルフェスティバル ALL STARS > 虹ヶ咲学園スクールアイドル同好会
  - ラブライブ!虹ヶ咲学園スクールアイドル同好会 > 虹ヶ咲学園スクールアイドル同好会

『虹ヶ咲学園スクールアイドル同好会』（にじがさきがくえんスクールアイドルどうこうかい）は、メディアミックス作品群『ラブライブ! スクールアイドルフェスティバル ALL STARS』及び『ラブライブ!虹ヶ咲学園スクールアイドル同好会』に登場するスクールアイドル活動を目的とした架空の同好会、およびそれに所属するメンバーの声を演じる声優達による実在の12+1人組女性声優ユニットの名称。略称はニジガク。現実世界における所属レーベルはランティス（バンダイナムコミュージックライブ）。
本項では声優ユニットとしての虹ヶ咲学園スクールアイドル同好会について解説する。

## 概要
『ラブライブ!シリーズ』の1作品『ラブライブ!虹ヶ咲学園スクールアイドル同好会』の主役であり、同シリーズのゲーム作品『ラブライブ! スクールアイドルフェスティバル ALL STARS』の主役でもある、スクールアイドル「虹ヶ咲学園スクールアイドル同好会」のメンバーを演じる声優陣12名による声優ユニット。
ゲーム『ラブライブ! スクールアイドルフェスティバル』の4周年記念プロジェクト「パーフェクトドリームプロジェクト（PDP）」の一環で結成された。
なお、メンバーとしては、各々がソロで活動するスクールアイドルであるが、声優陣に関しては実質的にグループとして活動しているため、本記事では便宜上、声優ユニットとして取り扱う。また本記事では、声優ユニットのメンバー（声優）を「キャスト」、キャストが演じるキャラクターのことを「メンバー」と表記する。

## 略歴

### 2017年3月 - 2019年12月：虹ヶ咲の誕生
2017年3月末、『スクフェス』の派生プロジェクト「パーフェクトドリームプロジェクト（PDP）」を発表。その後、段階的に、『スクフェス』から3人、そして新規メンバー6人による新スクールアイドル「虹ヶ咲学園スクールアイドル同好会」が発表され、それぞれ『スクフェス』公式サイト、電撃オンライン、ファミ通Appの3つのウェブ媒体に分かれて活動するという、『無印』『サンシャイン!!』とは異なる展開から始まった。この際、画像に「and more...」の記載がされていたことから、後に新規メンバーが加入する可能性があることが示唆されていた。
同年9月21日に開催された「東京ゲームショウ」のブシロードブースにて行われた「ラブライブ!スクールアイドルフェスティバル 新情報発表会ステージ」で担当声優9人が発表された。μ's・Aqoursと異なり、CDリリースの予定のないまま、翌10月から「ラブライブ！虹ヶ咲学園スクールアイドル同好会 はじめまして!公開生放送」を皮切りに、インターネット番組での露出を開始した。
2018年2月より、インターネット番組「ラブライブ！虹ヶ咲学園スクールアイドル同好会 みえるラジオ」にて冠ラジオ番組のパーソナリティを決める「学年別ラジオパーソナリティ争奪戦」を開始。久保田、楠木、田中が選ばれ、同年6月よりラジオ番組「ラブライブ!虹ヶ咲学園 〜お昼休み放送室〜」の配信を開始した。同年7月より、AbemaTV内のチャンネル「ウルトラゲームス」のイメージガールを決めるインターネット番組「ラブライブ！虹ヶ咲学園スクールアイドル同好会 AbemaTVウルトラゲームスイメージガール決定戦」が放送され、10月に相良演じる中須かすみが選ばれた。同年9月20日に開催された「東京ゲームショウ」のブシロードブースにて「ラブライブ！シリーズ発表会」でCDデビューすることを発表。また、グループ単独の公式サイトが開設された（#外部リンク参照）。同年11月、1stアルバム『TOKIMEKI Runners』をリリース。
2019年2月、グループ内のミニユニットを作るための企画をスタート。これによって同年6月、DiverDiva、A・ZU・NA、QU4RTZの3ユニットが結成された。ミニユニットの結成に先んじて、3月、1stアルバム発売記念のトーク＆ライブイベント「ラブライブ！虹ヶ咲学園スクールアイドル同好会 校内マッチングフェスティバル」を開催し、同アルバム収録楽曲を初披露した。5月30日に開催された「ラブライブ！シリーズ9周年新情報発表会」にて、2ndアルバムの発売を発表。9月2日、2ndアルバムのタイトルが『Love U my friends』であることを発表。10月、『TOKIMEKI Runners』以来1年ぶりのナンバリングアルバムとなる2ndアルバム『Love U my friends』をリリースした後、アニメーションPV付きシングル制作決定と、その表題曲の歌唱担当メンバーを投票で決めるユーザー参加企画「ラブライブ！虹ヶ咲学園スクールアイドル同好会 新曲を歌えるのは一人だけ！？アニメーションPV付きシングル総選挙」の開催を発表。11月30日に同企画の結果が発表され、中須かすみが新曲を歌うことになった。
同年12月、武蔵野の森総合スポーツプラザにて初のワンマンライブ「ラブライブ！虹ヶ咲学園スクールアイドル同好会 First Live “with You”」を開催した。1stライブ内で、メンバーとしてのニジガクを主役としたテレビアニメの制作が発表され、それに伴い、前述の公式サイトをテレビアニメとしての公式サイトにリニューアル、グループ単独の公式サイトとしての役割を終えた。

### 2020年1月 - 2021年7月：三船栞子の加入、高咲侑の登場
2020年1月、ラブライブ!シリーズ9周年記念ライブイベント「LoveLive! Series 9th Anniversary ラブライブ！フェス」に出演。
同月29日、『スクスタ』の「あなた」に相当するテレビアニメ版オリジナルメンバーのビジュアルが発表され、同年5月15日にファンによる考案・投票によって名前が「高咲侑」に決定した。
2月、ミニユニット「DiverDiva」「A・ZU・NA」「QU4RTZ」の1stシングルを3枚同時リリース。
5月22日、3rdアルバムの発売決定が発表された。併せて、「無敵級*ビリーバー」の発売日が7月29日に決まったことも発表された。
7月29日、アニメーションPV付きシングル「無敵級*ビリーバー」発売。
8月、『スクスタ』のサブメンバーとして登場した「三船栞子」（CV.小泉萌香）が加入。総勢10名となり、シリーズ史上最多メンバーのグループとなる。
同年9月、『Love U my friends』以来1年ぶりのナンバリングアルバムとなる3rdアルバム『Just Believe!!!』を発売後、2ndライブ「虹ヶ咲学園スクールアイドル同好会 2nd Live! Brand New Story」（9月12日、昼夜2公演）・「虹ヶ咲学園スクールアイドル同好会 2nd Live! Back to the TOKIMEKI」（9月13日、1公演）が新型コロナウイルス感染拡大防止の為、東京ガーデンシアターにて無観客・有料生配信で開催、2日目にテレビアニメ版の詳細が発表された。この際、「高咲侑」の担当声優が矢野妃菜喜であることが発表された。
同年10月から12月まで『虹ヶ咲』のテレビアニメ版第1期が放送され、作中で使用される楽曲をリリース。
2021年1月には『スクスタ』の特別生放送が行われ、ミア・テイラー役の内田秀が生放送に初めて出演した。
3月、『スクスタ』リリース1周年を記念し、各メンバーが自分以外のメンバーのソロ曲を歌うライブイベント「校内シャッフルフェスティバル」を有観客で開催、小泉はこれが『ニジガク』関連で初めての有観客イベントとなった。
同年4月、優木せつ菜役の楠木ともりが持病を理由にライブパフォーマンスを制限することが所属事務所より発表され、後述の3rdライブよりパフォーマンスする曲数を絞ることとなった。
同年5月、三船栞子役の小泉萌香を除く9人と矢野の計10人が出演する、初のドーム公演となる3rdライブ「ラブライブ！虹ヶ咲学園スクールアイドル同好会 3rd Live! School Idol Festival ～夢の始まり～」を開催、2日目に4thライブの開催とテレビアニメ第2期が2022年放送予定であることが発表された。
同年7月9日、4thアルバムの発売決定が発表された。

### 2021年8月 - 2023年3月：ミア・テイラーと鐘嵐珠の加入
2021年8月、『スクスタ』のサブメンバーとして登場した「ミア・テイラー」（CV.内田秀）と「鐘 嵐珠」（CV.法元明菜）が加入し、総勢12名となる。同年9月から翌2022年1月にかけて、初のミニユニットライブ&ファンミーティングを開催。同年10月にリリースされた、12人体制となって初のアルバムかつ『Just believe!!!』以来、約1年ぶりとなる4thアルバム『L!L!L! (Love the Life We Live)』には、シリーズ史上初となる全英語歌詞の楽曲「Toy Doll」も収録された。11月、Aqours・Liella!とのシリーズ初の合同シングル「LIVE with a smile!」をリリース。12月31日、同曲をテーマソングとした「LoveLive! Series Presents COUNTDOWN LoveLive! 2021→2022 〜LIVE with a smile!〜」に出演。この日、内田と法元は『ニジガク』関連で初めてファンの前でパフォーマンスを披露した。
2022年2月、矢野妃菜喜を除く12名が出演した、グループ初の地方公演となる「ラブライブ！虹ヶ咲学園スクールアイドル同好会 4th Live! 〜Love the Life We Live〜」を京セラドーム大阪にて開催し、イベント内ではテレビアニメ第2期の放送情報や5thライブの開催決定が発表された。
同年4月から6月まで『虹ヶ咲』のテレビアニメ版第2期が放送され、作中で使用される楽曲をリリース。
6月25日、テレビアニメに依らない、虹ヶ咲学園スクールアイドル同好会名義のシングルの発売決定を発表した。
9月には、4～6月放送のテレビアニメ第2期の曲を中心とした「ラブライブ！虹ヶ咲学園スクールアイドル同好会 5th Live! 〜虹が咲く場所〜」を開催。Colorful Dreams! Colorful Smiles!公演（9月10・11日）で、A・ZU・NAおよびQU4RTZは、有観客状態の東京ガーデンシアターで初めてパフォーマンスを披露した。NEXT TOKIMEKI公演では1stライブ以来3年ぶりに武蔵野の森総合スポーツプラザで行われ、1stライブ開催時点では未加入だった小泉、内田、法元、応援出演の矢野は初めて同会場のステージに立った。
10月12日、シングル「永遠の一瞬」が発売。『スクスタ』挿入歌である表題曲の他、ユーザー参加企画「ニジガク with You"！あなたと作る新曲プロジェクト」によって作られた「OUR P13CES!!!」も収録された。
11月1日、楠木が医師よりエーラス・ダンロス症候群（関節型）を発症していると診断を受け、ダンス等身体に過度に負荷のかかる運動は控えるようドクターストップがかかったため、2023年3月31日を以て優木せつ菜役を降板（声優ユニットとしても脱退）すること、それに伴い同役の後任を選考中であることが発表された。これに伴い、楠木が『ニジガク』関連でファンの前で最後のパフォーマンスを披露するのが2023年2月4日・5日開催のA・ZU・NA 1stライブとなることが楠木自身から発表された。
11月13日、ベルーナドームで開催されたブシロード15周年記念ライブに大西、前田、小泉が出演。コロナ禍以降に『ニジガク』に加入した小泉は、『ニジガク』関連で初めての声出し可能ライブ出演となった。
2023年1月よりユニットライブを順次開催。14日・15日に開催された「ラブライブ！虹ヶ咲学園スクールアイドル同好会 UNIT LIVE! ～R3BIRTH R3VOLUTION～」では、2021年の「校内シャッフルフェスティバル」開催当時、虹ヶ咲に未加入だった内田と法元に配慮した形で、3人でのシャッフルフェスティバルをセットリストに盛り込んだ。
2月1日、矢野妃菜喜（高咲侑役）も参加した13人による初のシングル『わちゅごなどぅー』が発売された。
2月4日・5日に開催された「ラブライブ！虹ヶ咲学園スクールアイドル同好会 UNIT LIVE! 〜A・ZU・NA LAGOON〜」は、1月27日付にて国の新型コロナウイルス対策の基本的対処方針が変更され、イベント開催に関する新たな方針が示されたことを受け、ラブライブ!シリーズの全ライブイベントにおいて声出しが可能となったため、その皮切りとなった。また、上述の通り、楠木が『ニジガク』関連でファンの前でパフォーマンスを披露した最後のライブとなり、同月19日に配信された収録番組「ラブライブ！虹ヶ咲学園スクールアイドル同好会UNIT LIVE!後夜祭～ありがとう！A・ZU・NA LAGOON～」が最後の出演番組となった。
2月11日、「オダイバ!!超次元音楽祭－ヨコハマからハッピーバレンタインフェス2023－」の1日目にR3BIRTHが出演。コロナ禍以降に『ニジガク』に加入した内田と法元は、『ニジガク』関連で初めての声出し可能ライブ出演となった。
3月11日、第17回声優アワード歌唱賞を受賞、大西と相良が代表で登壇した。

### 2023年4月 - 2024年3月：優木せつ菜役の交代、スクスタのサービス終了
3月25日、AnimeJapanステージで二代目優木せつ菜役が林鼓子であることを発表し、活動最終日である3月31日に引き継ぎメッセージ動画を公開した。
4月22日より、全国6都市を回るファンミーティングツアー「ラブライブ！虹ヶ咲学園スクールアイドル同好会 にじたび！ TOKIMEKI FAN MEETING TOUR」を開催、林にとって初のライブパフォーマンスとなった。
4月30日、『スクスタ』が6月30日を以てサービスを終了すること、6月7日発売予定の新シングルに収録される『スクスタ』最後の挿入歌「KAGAYAKI Don't forget!」にて、特例として楠木が優木せつ菜役として歌唱することを発表した。
5月18日、5thアルバムの発売の決定を発表。
6月7日、シングル「KAGAYAKI Don't forget!」を発売、表題曲である「KAGAYAKI Don't forget!」は楠木が参加した最後の楽曲となり、カップリング曲である「Sugar Sugar Yummy Yummy Parfait」は林が参加した最初の楽曲となった。同月23日、OVA『ラブライブ！虹ヶ咲学園スクールアイドル同好会NEXT SKY』が先行上映され、全国の映画館にて、同作の挿入歌とテーマソングを収録したシングル「Feel Alive/Go Our Way!」と「SINGING, DREAMING, NOW!」を上映劇場にて先行して発売した。同月30日、『スクスタ』のサービスが終了した。
7月17日、5thアルバムのタイトルおよびジャケットイラストを発表。
10月4日、『L!L!L! (Love the Life We Live)』以来、約2年ぶりのナンバリングアルバムとなる5thアルバム『Fly with You!!』を発売した。
12月9・10日、アイドルマスターシリーズとラブライブ!シリーズの合同イベント「異次元フェス アイドルマスター・ラブライブ!歌合戦」に出演。せつ菜役が林に交代して以降、初めて13人全員が揃ったライブイベントとなった。
12月23日・24日、『スクフェス2』内「スクールアイドルの日常　私のラブソング編」をベースとした「ラブライブ！虹ヶ咲学園スクールアイドル同好会 6th Live! I love You ⇆ You love Me」愛知公演が行われ、優木せつ菜役が楠木から林に代わってから初めて、なおかつニジガクとして初の愛知開催となるナンバリングライブとなった。年が明けた2024年1月13日・14日には神奈川公演が開催され、Day2ではラブライブ!シリーズのナンバリングライブとしては初となる7thライブの開催決定が発表された。
1月24日、スクフェス2コラボシングル「New Year's March！/ラジオ体操第一（虹ヶ咲学園スクールアイドル同好会 Ver.）」をリリース。コラボシングルリリースの翌日に『スクフェス2』が3月末でサービス終了となることが発表された。
3月9・10日、シリーズ合同イベント「LoveLive! Series Presents ユニット甲子園 2024」に出演。鬼頭を除いた12名が出演し、4ユニットの代表曲の他、Day1の7回シークレット枠にて「ラジオ体操第一（虹ヶ咲学園スクールアイドル同好会 Ver.）」を初披露した。同月31日、『スクフェス2』がサービスを終了、スクフェスシリーズ11年の歴史に幕を下ろした。

### 2024年4月 - ：映画および「にじちず」の展開開始
2024年4月、ショートアニメ『にじよん あにめーしょん2』が放送開始となり、その主題歌シングル「虹ヶ咲学園校歌」を4月10日にリリースした。同月、冠ラジオ番組「虹ヶ咲学園放課後放送室」および「RADIOアニガサキ！」の各番組が6月から、これまで隔週だった配信スケジュールを月1回に削減すること、「放課後放送室」が相良・内田・法元らがパーソナリティを務める新番組へリニューアルすることが発表された。
5月12日、ラジオ「放課後放送室」および「RADIOアニガサキ！」の合同公開録音イベント「ラブライブ！虹ヶ咲学園～放課後放送室～ & RADIO アニガサキ！合同公開録音 キズナつなげて！TOKIMEKIアワー♪』において、1月の6thライブで発表された『ニジガク』単独のゲームタイトルが『ラブライブ！虹ヶ咲学園スクールアイドル同好会 トキメキの未来地図』（通称『にじちず』）であること、「放課後放送室」の後番組が『にじちず』を応援する「にじちず放送室」であることが発表された。同月23日をもって「放課後放送室」が終了し、6月6日から「にじちず放送室」が放送開始となった。
9月6日、OVA『NEXT SKY』からの続編となる映画『ラブライブ！虹ヶ咲学園スクールアイドル同好会 完結編 第1章』が公開され、同月25日に主題歌ミニアルバム『どこにいても君は君』をリリースした。映画公開中の10月19・20日、ワンマンライブ「ラブライブ！虹ヶ咲学園スクールアイドル同好会 7th Live! NEW TOKIMEKI LAND」を開催。
2025年4月から、二度目のファンミーティングツアー「ラブライブ！虹ヶ咲学園スクールアイドル同好会 LIVE＆FAN MEETING TOUR ニジガク校外学習 歌おう♪踊ろう♪語ろう♪」を開催。

## メンバー
虹ヶ咲学園スクールアイドル同好会は、以下のスクールアイドル12名+サポーター1名で構成される。
メンバーとしてはソロ活動であるため、リーダーに該当するメンバーはいない。ただし、実質的（プロモーション的）には上原歩夢が代表の立場にあり、よって現実世界においては歩夢役の大西亜玖璃が事実上のリーダーに相当する。

### メンバー基本データ一覧
- 標準の順番は公式サイトの紹介順に基づく。クレジット順、または肩書の欄でソートすると元の順序に戻る。
- 肩書、学年（年齢）、誕生日、血液型、身長、スリーサイズは『ラブライブ!スクールアイドルフェスティバル』および関連作品の劇中におけるメンバーのもの。
- 加入順は『スクスタ』とテレビアニメでは、追加メンバーである三船栞子、ミア・テイラー、鐘嵐珠を除く9人の加入順が異なるため、表に記載しない[注釈 20]。
- 点呼については、追加で加入した栞子、ミア、ランジュを除いてクレジット順と同じである。
- 高咲侑（担当声優：矢野妃菜喜）についてはスクールアイドルではないことと、虹ヶ咲学園スクールアイドル同好会のサポーター及びマネージャー、高校2年生（16歳）、普通科（1期）→音楽科（2期）在籍、身長が156cm、イメージカラーが黒であること以外はデータが一切不明であるため、表に記載しない。

| クレ ジット 順 | イメージカラー   | 名前/読み                   | 担当声優                           | 在籍学科           | 学年(年齢) | 誕生日 | 血液型 | 身長  | スリーサイズ | スリーサイズ | スリーサイズ | 肩書       | 活動媒体       | 所属ミニユニット | テーマ別活動チーム |
| -------------- | ---------------- | --------------------------- | ---------------------------------- | ------------------ | ---------- | ------ | ------ | ----- | ------------ | ------------ | ------------ | ---------- | -------------- | ---------------- | ------------------ |
| 1              | ライトピンク     | うえはら あゆむ 上原 歩夢   | 大西亜玖璃                         | 普通科             | 高2 (16)   | 3/1    | A型    | 159cm | 82           | -58          | -84          | まごころ   | ファミ通App    | A・ZU・NA        | 創作料理           |
| 2              | パステルイエロー | なかす かすみ 中須 かすみ   | 相良茉優                           | 普通科             | 高1 (15)   | 1/23   | B型    | 155cm | 76           | -55          | -79          | 小悪魔     | 電撃オンライン | QU4RTZ           | 衣装・グッズ考案   |
| 3              | ライトブルー     | おうさか しずく 桜坂 しずく | 前田佳織里                         | 国際交流学科       | 高1 (16)   | 4/3    | A型    | 157cm | 80           | -58          | -83          | 演技派     | スクフェス     | A・ZU・NA        | 衣装・グッズ考案   |
| 4              | ロイヤルブルー   | あさか かりん 朝香 果林     | 久保田未夢                         | ライフデザイン学科 | 高3 (17)   | 6/29   | AB型   | 167cm | 88           | -57          | -89          | セクシー   | 電撃オンライン | DiverDiva        | 衣装・グッズ考案   |
| 5              | 超オレンジ       | みやした あい 宮下 愛       | 村上奈津実                         | 情報処理学科       | 高2 (16)   | 5/30   | A型    | 163cm | 84           | -53          | -86          | スマイル   | ファミ通App    | DiverDiva        | 創作料理           |
| 6              | すみれ色         | このえ かなた 近江 彼方     | 鬼頭明里                           | ライフデザイン学科 | 高3 (17)   | 12/16  | O型    | 158cm | 85           | -60          | -86          | マイペース | スクフェス     | QU4RTZ           | 創作料理           |
| 7              | スカーレット     | ゆうき せつな 優木 せつ菜   | 楠木ともり〈初代〉 林鼓子〈2代目〉 | 普通科             | 高2 (16)   | 8/8    | O型    | 154cm | 83           | -56          | -81          | 本気       | 電撃オンライン | A・ZU・NA        | IT活用             |
| 8              | ライトグリーン   | Emma Verde エマ・ヴェルデ   | 指出毬亜                           | 国際交流学科       | 高3 (17)   | 2/5    | O型    | 166cm | 92           | -61          | -88          | 癒やし     | スクフェス     | QU4RTZ           | グローバル交流     |
| 9              | ペーパーホワイト | てんのうじ りな 天王寺 璃奈 | 田中ちえ美                         | 情報処理学科       | 高1 (15)   | 11/13  | B型    | 149cm | 71           | -52          | -75          | キュート   | ファミ通App    | QU4RTZ           | IT活用             |
| 10             | 翡翠             | みふね しおりこ 三船 栞子   | 小泉萌香                           | 普通科             | 高1 (15)   | 10/5   | AB型   | 160cm | 79           | -56          | -78          | まっすぐ   | 活動媒体なし   | R3BIRTH          | IT活用             |
| 11             | プラチナシルバー | Mia Taylor ミア・テイラー   | 内田秀                             | 音楽科             | 高3 (14)   | 12/6   | AB型   | 156cm | 80           | -55          | -80          | Sing       | 活動媒体なし   | R3BIRTH          | グローバル交流     |
| 12             | ピンクゴールド   | ショウ・ランジュ 鐘 嵐珠    | 法元明菜                           | 普通科             | 高2 (16)   | 2/15   | B型    | 165cm | 87           | -55          | -82          | 熱烈       | 活動媒体なし   | R3BIRTH          | グローバル交流     |

### サポーター
他のラブライブ!シリーズの声優ユニットにはいない、『ニジガク』だけの存在。アニメオリジナルメンバーの高咲侑及び担当声優の矢野妃菜喜が担っている。他の声優と同様にイベントにも出演し、便宜上名乗ることはあるが基本的に楽曲、ライブ等のパフォーマンスには参加せず、公式の各媒体においてもメンバーにカウントされていないためメンバーには含まれず、いわばサポートメンバー扱いである。

### ユニットおよびチーム
活動媒体（同好会分室）
2017年の初期から2018年まで、メンバーの主な活動媒体によってチーム分けされていた。一部のチームは声優による動画投稿などもしていた。メンバー編成は下表を参照。
ラジオパーソナリティ
2018年から始まった冠番組であるウェブラジオ『ラブライブ!虹ヶ咲学園 〜○○放送室〜』の歴代メインパーソナリティごとにチームを編成し、チームとしての名前もある。『お昼休み放送室』の久保田、楠木、田中は「とみちーず」、『おはよう放送室』の前田、楠木、鬼頭は「りりりーず」、『放課後放送室』の村上、指出、小泉は「ぴーなっちゅ」、『にじちず放送室』の相良、内田、法元は「ましゅみんず」を結成している。
テーマ別活動
2021年秋の「広がれ虹のWA！虹ヶ咲学園スクールアイドル同好会 テーマ別活動」にて生まれたチーム分けで、雑誌『LoveLive!Days』誌上でチームごとにコラム連載を行なったほか、グッズ企画や漫画連載などが行われた。メンバー編成は下表を参照。

#### ミニユニット
他のラブライブ!シリーズ作品同様、音楽活動を行うミニユニット。「R3BIRTH」以外は、2019年に開催された読者参加企画「2じが3いたら4ろしくね」を通じて編成およびユニット名が決まった。
A・ZU・NA（アズナ）
メンバーは大西、前田、楠木→林。前田演じるしずくが演劇好きであることから、非現実で童話・物語的な楽曲・演出が多用される。
QU4RTZ（クオーツ）
メンバーは相良、鬼頭、指出、田中。姉妹のように仲の良い、調和のとれたハーモニーを重視している。
DiverDiva（ダイバーディーバ）
メンバーは久保田、村上。1対1のライバルのような関係のユニットで、宇宙やSFをモチーフにした楽曲・演出が多い。
R3BIRTH（リバース）
メンバーは小泉、内田、法元。日本語・英語・中国語が入り混じる、ラップを多用したK-POPのような楽曲が多い。

### 掛け声
1stライブでの掛け声は、ヘッドライナーを務めた楠木の「行こう！ 9色の虹を咲かせに！」に続き、9人で「ニジガサキー！」と叫ぶもので、円陣を組んで円陣の中心に右手を向けてから空を指さす。
メンバーが12人となった現在は「行こう！ みんなの虹を咲かせに！」に続き、12人で「ニジガサキー！」となっている。。

## 作品

### シングル

#### アニメーションPV付きシングル
| 発売日        | タイトル          | アーティスト名                                              | 規格品番            | 最高位 |
| ------------- | ----------------- | ----------------------------------------------------------- | ------------------- | ------ |
| 2020年7月29日 | 無敵級*ビリーバー | - 中須かすみ（相良茉優） - 虹ヶ咲学園スクールアイドル同好会 | LACM-14980（BD付）  | 3位    |
| 2020年7月29日 | 無敵級*ビリーバー | - 中須かすみ（相良茉優） - 虹ヶ咲学園スクールアイドル同好会 | LACM-14981（DVD付） | 3位    |

#### テレビアニメシングル
|                          | 発売日                                                  | タイトル                                            | アーティスト名                                                                 | 規格品番                                         | 最高位 |
| 第1期                    | 第1期                                                   | 第1期                                               | 第1期                                                                          | 第1期                                            | 第1期  |
| ------------------------ | ------------------------------------------------------- | --------------------------------------------------- | ------------------------------------------------------------------------------ | ------------------------------------------------ | ------ |
| OP                       | 2020年10月21日                                          | 虹色Passions!                                       | 虹ヶ咲学園スクールアイドル同好会                                               | LACM-24050                                       | 4位    |
| ED                       | 2020年11月4日                                           | NEO SKY, NEO MAP!                                   | 虹ヶ咲学園スクールアイドル同好会                                               | LACM-24051                                       | 5位    |
| 挿入歌                   | 2020年11月18日                                          | Dream with You / Poppin' Up! / DIVE!                | - 上原歩夢（大西亜玖璃） - 中須かすみ（相良茉優） - 優木せつ菜（楠木ともり）   | LACM-24052（上原歩夢盤）                         | 3位    |
| 挿入歌                   | 2020年11月18日                                          | Dream with You / Poppin' Up! / DIVE!                | - 上原歩夢（大西亜玖璃） - 中須かすみ（相良茉優） - 優木せつ菜（楠木ともり）   | LACM-24053（中須かすみ盤）                       | 3位    |
| 挿入歌                   | 2020年11月18日                                          | Dream with You / Poppin' Up! / DIVE!                | - 上原歩夢（大西亜玖璃） - 中須かすみ（相良茉優） - 優木せつ菜（楠木ともり）   | LACM-24054（優木せつ菜盤）                       | 3位    |
| 挿入歌                   | 2020年12月2日                                           | サイコーハート / La Bella Patria / ツナガルコネクト | - 宮下愛（村上奈津実） - エマ・ヴェルデ（指出毬亜） - 天王寺璃奈（田中ちえ美） | LACM-24055（宮下愛盤）                           | 3位    |
| 挿入歌                   | 2020年12月2日                                           | サイコーハート / La Bella Patria / ツナガルコネクト | - 宮下愛（村上奈津実） - エマ・ヴェルデ（指出毬亜） - 天王寺璃奈（田中ちえ美） | LACM-24056（エマ・ヴェルデ盤）                   | 3位    |
| 挿入歌                   | 2020年12月2日                                           | サイコーハート / La Bella Patria / ツナガルコネクト | - 宮下愛（村上奈津実） - エマ・ヴェルデ（指出毬亜） - 天王寺璃奈（田中ちえ美） | LACM-24057（天王寺璃奈盤）                       | 3位    |
| 挿入歌                   | 2020年12月16日                                          | Butterfly / Solitude Rain / VIVID WORLD             | - 近江彼方（鬼頭明里） - 桜坂しずく（前田佳織里） - 朝香果林（久保田未夢）     | LACM-24058（近江彼方盤）                         | 5位    |
| 挿入歌                   | 2020年12月16日                                          | Butterfly / Solitude Rain / VIVID WORLD             | - 近江彼方（鬼頭明里） - 桜坂しずく（前田佳織里） - 朝香果林（久保田未夢）     | LACM-24059（桜坂しずく盤）                       | 5位    |
| 挿入歌                   | 2020年12月16日                                          | Butterfly / Solitude Rain / VIVID WORLD             | - 近江彼方（鬼頭明里） - 桜坂しずく（前田佳織里） - 朝香果林（久保田未夢）     | LACM-24060（朝香果林盤）                         | 5位    |
| 挿入歌                   | 2021年1月13日                                           | Awakening Promise / 夢がここからはじまるよ          | - 上原歩夢（大西亜玖璃） - 虹ヶ咲学園スクールアイドル同好会                    | LACM-24061                                       | 3位    |
| 第2期                    |                                                         |                                                     |                                                                                |                                                  |        |
| OP                       | 2022年4月20日                                           | Colorful Dreams! Colorful Smiles!                   | 虹ヶ咲学園スクールアイドル同好会                                               | LACM-24230                                       | 3位    |
| ED                       | 2022年4月27日                                           | 夢が僕らの太陽さ                                    | 虹ヶ咲学園スクールアイドル同好会                                               | LACM-24250                                       | 3位    |
| 挿入歌                   | 2022年5月11日                                           | ENJOY IT!                                           | QU4RTZ                                                                         | LACM-24270                                       | 6位    |
| 挿入歌                   | 2022年5月25日                                           | Eternal Light                                       | DiverDiva                                                                      | LACM-24271                                       | 7位    |
| 挿入歌                   | 2022年6月8日                                            | Infinity!Our wings!!                                | A・ZU・NA                                                                      | LACM-24272                                       | 7位    |
| 挿入歌                   | 2022年6月22日                                           | Eutopia / EMOTION / stars we chase                  | - 鐘嵐珠（法元明菜） - 三船栞子（小泉萌香） - ミア・テイラー（内田秀）         | LACM-24273（鐘嵐珠盤）                           | 5位    |
| 挿入歌                   | 2022年6月22日                                           | Eutopia / EMOTION / stars we chase                  | - 鐘嵐珠（法元明菜） - 三船栞子（小泉萌香） - ミア・テイラー（内田秀）         | LACM-24274（三船栞子盤）                         | 5位    |
| 挿入歌                   | 2022年6月22日                                           | Eutopia / EMOTION / stars we chase                  | - 鐘嵐珠（法元明菜） - 三船栞子（小泉萌香） - ミア・テイラー（内田秀）         | LACM-24275（ミア・テイラー盤）                   | 5位    |
| 挿入歌                   | 2022年7月27日                                           | Future Parade                                       | 虹ヶ咲学園スクールアイドル同好会                                               | LACM-24276                                       | 10位   |
| にじよん あにめーしょん  |                                                         |                                                     |                                                                                |                                                  |        |
| 主題歌                   | 2023年2月1日                                            | わちゅごなどぅー                                    | 虹ヶ咲学園スクールアイドル同好会                                               | LACM-24360                                       | 4位    |
| OVA                      |                                                         |                                                     |                                                                                |                                                  |        |
| 挿入歌                   | - 2023年6月23日（先行発売） - 2023年6月28日（一般発売） | Feel Alive / Go Our Way!                            | - R3BIRTH - 虹ヶ咲学園スクールアイドル同好会                                   | LACM-24410（R3BIRTH盤）                          | 5位    |
| 挿入歌                   | - 2023年6月23日（先行発売） - 2023年6月28日（一般発売） | Feel Alive / Go Our Way!                            | - R3BIRTH - 虹ヶ咲学園スクールアイドル同好会                                   | LACM-24411（虹ヶ咲学園スクールアイドル同好会盤） | 5位    |
| 主題歌                   | - 2023年6月23日（先行発売） - 2023年7月5日（一般発売）  | SINGING, DREAMING, NOW!                             | 虹ヶ咲学園スクールアイドル同好会                                               | LACM-24412                                       | 5位    |
| にじよん あにめーしょん2 |                                                         |                                                     |                                                                                |                                                  |        |
| 主題歌                   | 2024年4月10日                                           | 虹ヶ咲学園校歌                                      | 虹ヶ咲学園スクールアイドル同好会                                               | LACM-24530                                       | 4位    |

#### ユニットシングル
|           | 発売日         | タイトル                 | 規格品番   | 最高位    |
| DiverDiva | DiverDiva      | DiverDiva                | DiverDiva  | DiverDiva |
| --------- | -------------- | ------------------------ | ---------- | --------- |
| 1st       | 2020年2月12日  | SUPER NOVA               | LACM-14970 | 9位       |
| 2nd       | 2021年5月26日  | THE SECRET NiGHT         | LACM-24131 | 9位       |
| 3rd       | 2022年10月5日  | Shadow Effect            | LACM-24320 | 5位       |
| A・ZU・NA |                |                          |            |           |
| 1st       | 2020年2月12日  | Dream Land! Dream World! | LACM-14971 | 8位       |
| 2nd       | 2021年6月16日  | Maze Town                | LACM-24132 | 6位       |
| 3rd       | 2022年11月2日  | Blue!                    | LACM-24322 | 5位       |
| QU4RTZ    |                |                          |            |           |
| 1st       | 2020年2月12日  | Sing & Smile!!           | LACM-14972 | 10位      |
| 2nd       | 2021年7月14日  | Swinging!                | LACM-24133 | 5位       |
| 3rd       | 2022年11月23日 | PASTEL                   | LACM-24323 | 10位      |
| R3BIRTH   |                |                          |            |           |
| 1st       | 2021年10月6日  | MONSTER GIRLS            | LACM-24160 | 7位       |
| 2nd       | 2022年9月28日  | Vroom Vroom              | LACM-24321 | 2位       |

#### スクフェスシリーズ関連シングル
| 発売日         | タイトル                                                                  | アーティスト名                                            | 規格品番             | 最高位 |
| -------------- | ------------------------------------------------------------------------- | --------------------------------------------------------- | -------------------- | ------ |
| 2022年10月12日 | 永遠の一瞬                                                                | 虹ヶ咲学園スクールアイドル同好会                          | LACM-24330           | 6位    |
| 2023年6月7日   | KAGAYAKI Don't forget!                                                    | 虹ヶ咲学園スクールアイドル同好会                          | LACM-24400           | 13位   |
| 2024年1月24日  | New Year's March!/ラジオ体操第一（虹ヶ咲学園スクールアイドル同好会 Ver.） | - 虹ヶ咲学園スクールアイドル同好会 - 高咲侑（矢野妃菜喜） | LACM-24510（Type-A） | 5位    |
| 2024年1月24日  | New Year's March!/ラジオ体操第一（虹ヶ咲学園スクールアイドル同好会 Ver.） | - 虹ヶ咲学園スクールアイドル同好会 - 高咲侑（矢野妃菜喜） | LACM-24511（Type-B） | 5位    |

#### NIJIGAKU Monthly Songs♪
|       | 発売日        | タイトル                     | アーティスト名             | 規格品番   | 最高位 |
| ----- | ------------- | ---------------------------- | -------------------------- | ---------- | ------ |
| 1月度 | 2025年1月29日 | White Delight                | ミア・テイラー（内田秀）   | LACM-24671 | 10位   |
| 2月度 | 2025年2月12日 | Starry Night Serenade        | エマ・ヴェルデ（指出毬亜） | LACM-24672 | 11位   |
| 3月度 | 2025年3月12日 | The Sweetest Time♡           | 上原歩夢（大西亜玖璃）     | LACM-24673 | 10位   |
| 4月度 | 2025年4月1日  | にじいろ☆ルミエール          | 中須かすみ（相良茉優）     | LACM-24674 | 11位   |
| 5月度 | 2025年5月1日  | What a Beautiful Day!        | 近江彼方（鬼頭明里）       | LACM-24675 | 16位   |
| 6月度 | 2025年6月11日 | ピチチャプティントンタントン | 桜坂しずく（前田佳織里）   | LACM-24676 | 13位   |
| 7月度 | 2025年7月16日 | Ride the wave!               | 宮下愛（村上奈津実）       | LACM-24677 | 13位   |
| 8月度 | 2025年8月6日  | SUMMER WARNING               | 天王寺璃奈（田中ちえ美）   | LACM-24678 | 8位    |

#### ラブライブ!シリーズ合同楽曲
|                                                  | 発売日                                      | タイトル           | アーティスト名 | 規格品番   | 最高位 |
| ------------------------------------------------ | ------------------------------------------- | ------------------ | --- | ---------- | ------ |
| カウントダウンライブテーマソング                 | 2021年11月3日                               | LIVE with a smile! | - Aqours - 虹ヶ咲学園スクールアイドル同好会 - Liella! | LACM-24180 | 3位    |
| アイマス・ラブライブ合同ライブテーマソング       | - 2023年11月8日（先行配信） - 2023年12月6日 | 異次元★♥BIGBANG    | - 島村卯月（大橋彩香） - 最上静香（田所あずさ） - 月岡恋鐘（礒部花凜） - 高海千歌（伊波杏樹） - 上原歩夢（大西亜玖璃） - 澁谷かのん（伊達さゆり） - 日野下花帆（楡井希実） | LACM-24470 | 5位    |
| アジアツアーテーマソング                         | 2024年9月20日                               | Bring the LOVE!    | - 渡辺曜（斉藤朱夏） - 上原歩夢（大西亜玖璃） - 澁谷かのん（伊達さゆり） - 日野下花帆（楡井希実） - 高坂穂乃果（新田恵海）                                                 | LACM-24630 | 5位    |
| オールナイトニッポンGOLDスペシャルユニットソング | 2025年1月22日                               | 愛♡スクリ〜ム!     | AiScReam | LACM-24620 | 7位    |

#### スプリットシングル
|                                        | 発売日         | タイトル                                                  | 曲名                    | アーティスト名                   | 規格品番   | 最高位 | 備考                                  |
| -------------------------------------- | -------------- | --------------------------------------------------------- | ----------------------- | -------------------------------- | ---------- | ------ | ------------------------------------- |
| オールナイトニッポンGOLDタイアップ企画 | 2021年11月24日 | not ALONE not HITORI/ミラクル STAY TUNE!/Shooting Voice!! | 「ミラクル STAY TUNE!」 | 虹ヶ咲学園スクールアイドル同好会 | LACM-24201 | 3位    | Aqours・Liella!とのスプリットシングル |

### アルバム

#### ナンバリングアルバム
|     | 発売日         | タイトル                       | アーティスト名                   | 規格品番                 | 最高位 |
| --- | -------------- | ------------------------------ | -------------------------------- | ------------------------ | ------ |
| 1st | 2018年11月21日 | TOKIMEKI Runners               | 虹ヶ咲学園スクールアイドル同好会 | LACA-15770               | 5位    |
| 2nd | 2019年10月2日  | Love U my friends              | 虹ヶ咲学園スクールアイドル同好会 | LACA-15800               | 5位    |
| 3rd | 2020年9月2日   | Just Believe!!!                | 虹ヶ咲学園スクールアイドル同好会 | LACA-15840               | 5位    |
| 4th | 2021年10月13日 | L!L!L! (Love the Life We Live) | 虹ヶ咲学園スクールアイドル同好会 | LACA-15900               | 7位    |
| 5th | 2023年10月4日  | Fly with You!!                 | 虹ヶ咲学園スクールアイドル同好会 | LACA-35070（初回限定盤） | 4位    |
| 5th | 2023年10月4日  | Fly with You!!                 | 虹ヶ咲学園スクールアイドル同好会 | LACA-25070（通常盤）     | 4位    |

#### ミニアルバム
|     | 発売日        | タイトル           | アーティスト名                   | 規格品番                       | 最高位 |
| --- | ------------- | ------------------ | -------------------------------- | ------------------------------ | ------ |
| 1st | 2024年9月25日 | どこにいても君は君 | 虹ヶ咲学園スクールアイドル同好会 | LACA-25120（桜坂しずく盤）     | 7位    |
| 1st | 2024年9月25日 | どこにいても君は君 | 虹ヶ咲学園スクールアイドル同好会 | LACA-25121（近江彼方盤）       | 7位    |
| 1st | 2024年9月25日 | どこにいても君は君 | 虹ヶ咲学園スクールアイドル同好会 | LACA-25122（エマ・ヴェルデ盤） | 7位    |
| 1st | 2024年9月25日 | どこにいても君は君 | 虹ヶ咲学園スクールアイドル同好会 | LACA-25123（鐘嵐珠盤）         | 7位    |
| 1st | 2024年9月25日 | どこにいても君は君 | 虹ヶ咲学園スクールアイドル同好会 | LACA-25124（上原歩夢盤）       | 7位    |
| 1st | 2024年9月25日 | どこにいても君は君 | 虹ヶ咲学園スクールアイドル同好会 | LACA-25125（主題歌盤）         | 7位    |

#### にじちず関連アルバム
| 発売日        | タイトル          | アーティスト名                   | 規格品番   | 最高位 |
| ------------- | ----------------- | -------------------------------- | ---------- | ------ |
| 2025年5月14日 | Eternalize Love!! | 虹ヶ咲学園スクールアイドル同好会 | LACA-25160 | 14位   |

### 映像作品
| 発売日         | タイトル | アーティスト名                                                                                           | 規格品番          | 最高位 |
| -------------- | --- | --- | ----------------- | ------ |
| 2019年8月21日  | ラブライブ! 虹ヶ咲学園スクールアイドル同好会 Memorial Disc 〜Blooming Rainbow〜                                   | 虹ヶ咲学園スクールアイドル同好会                                                                         | LABX-8360         | 3位    |
| 2020年8月5日   | ラブライブ!虹ヶ咲学園スクールアイドル同好会 First Live “with You”                                                 | 虹ヶ咲学園スクールアイドル同好会                                                                         | LABX-38434（BOX） | 4位    |
| 2020年8月5日   | ラブライブ!虹ヶ咲学園スクールアイドル同好会 First Live “with You”                                                 | 虹ヶ咲学園スクールアイドル同好会                                                                         | LABX-8434（Day1） | 115位  |
| 2020年8月5日   | ラブライブ!虹ヶ咲学園スクールアイドル同好会 First Live “with You”                                                 | 虹ヶ咲学園スクールアイドル同好会                                                                         | LABX-8436（Day2） | 98位   |
| 2021年3月24日  | ラブライブ!虹ヶ咲学園スクールアイドル同好会 2nd Live! Brand New Story & Back to the TOKIMEKI Blu-ray Memorial BOX | 虹ヶ咲学園スクールアイドル同好会                                                                         | LABX-38450/4      | 5位    |
| 2021年3月24日  | ラブライブ!虹ヶ咲学園スクールアイドル同好会 2nd Live! Brand New Story                                             | 虹ヶ咲学園スクールアイドル同好会                                                                         | LABX-8450/1       | 129位  |
| 2021年3月24日  | ラブライブ!虹ヶ咲学園スクールアイドル同好会 2nd Live! Back to the TOKIMEKI                                        | 虹ヶ咲学園スクールアイドル同好会                                                                         | LABX-8452/3       | -      |
| 2021年11月3日  | ラブライブ!虹ヶ咲学園スクールアイドル同好会 校内シャッフルフェスティバル Blu-ray Memorial BOX                     | 虹ヶ咲学園スクールアイドル同好会                                                                         | LABX-38500/4      | 5位    |
| 2021年11月3日  | ラブライブ!虹ヶ咲学園スクールアイドル同好会 校内シャッフルフェスティバル Blu-ray Day1                             | 虹ヶ咲学園スクールアイドル同好会                                                                         | LABX-8500/1       | 195位  |
| 2021年11月3日  | ラブライブ!虹ヶ咲学園スクールアイドル同好会 校内シャッフルフェスティバル Blu-ray Day2                             | 虹ヶ咲学園スクールアイドル同好会                                                                         | LABX-8502/3       | 157位  |
| 2022年1月12日  | ラブライブ!虹ヶ咲学園スクールアイドル同好会 3rd Live! School Idol Festival 〜夢の始まり〜 Blu-ray Memorial BOX    | 虹ヶ咲学園スクールアイドル同好会                                                                         | LABX-38520/4      | 3位    |
| 2022年1月12日  | ラブライブ!虹ヶ咲学園スクールアイドル同好会 3rd Live! School Idol Festival 〜夢の始まり〜 Blu-ray Day1            | 虹ヶ咲学園スクールアイドル同好会                                                                         | LABX-8520/1       | 120位  |
| 2022年1月12日  | ラブライブ!虹ヶ咲学園スクールアイドル同好会 3rd Live! School Idol Festival 〜夢の始まり〜 Blu-ray Day2            | 虹ヶ咲学園スクールアイドル同好会                                                                         | LABX-8522/3       | 76位   |
| 2022年3月29日  | ラブライブ!虹ヶ咲学園スクールアイドル同好会ファンディスク 〜ときめき活動日誌〜                                    | - 虹ヶ咲学園スクールアイドル同好会（ゆうさんぽ） - 虹ヶ咲学園スクールアイドル同好会（にじよんシーズン4） | BCXA-1723         | 8位    |
| 2022年7月27日  | ラブライブ!虹ヶ咲学園スクールアイドル同好会 4th Live! 〜Love the Life We Live〜 Blu-ray Memorial BOX              | 虹ヶ咲学園スクールアイドル同好会                                                                         | LABX-8580/4       | 10位   |
| 2023年3月22日  | ラブライブ!虹ヶ咲学園スクールアイドル同好会 5th Live! 虹が咲く場所 Blu-ray Memorial BOX                           | 虹ヶ咲学園スクールアイドル同好会                                                                         | LABX-8660/4       | 3位    |
| 2023年10月18日 | ラブライブ！虹ヶ咲学園スクールアイドル同好会 UNIT LIVE! Blu-ray Memorial BOX                                      | - R3BIRTH - A・ZU・NA - DiverDiva - QU4RTZ                                                               | LABX-8690/8       | 4位    |
| 2024年7月31日  | ラブライブ！虹ヶ咲学園スクールアイドル同好会 6th Live! I love You ⇆ You love Me Blu-ray Memorial BOX              | 虹ヶ咲学園スクールアイドル同好会                                                                         | LABX-8790/3       | 6位    |

### ドラマCD
放課後ファンタジア
2019年5月22日に発売されたドラマCD。インターネットラジオ「ラブライブ! 虹ヶ咲学園 〜お昼休み放送室〜」内で放送されたラジオドラマと新作ドラマを収録。
ラブライブ!シリーズの一般販売CDにおける初の、楽曲を収録していない、ボイスドラマのみのCDである。
日常コンチェルト
2020年3月18日に発売されたドラマCD。インターネットラジオ「ラブライブ! 虹ヶ咲学園 〜お昼休み放送室〜」内で放送されたラジオドラマと新作ドラマを収録。
青春カプリッチョ
2021年2月24日に発売されたドラマCD。インターネットラジオ「ラブライブ! 虹ヶ咲学園 〜おはよう放送室〜」内で放送されたラジオドラマと新作ドラマを収録。
純情アマービレ
2022年8月24日に発売されたドラマCD。インターネットラジオ「ラブライブ! 虹ヶ咲学園 〜おはよう放送室〜」および「ラブライブ!虹ヶ咲学園 ～放課後放送室～」内で放送されたラジオドラマと新作ドラマを収録。
夢幻グランディオーソ
2023年12月6日に発売されたドラマCD。インターネットラジオ「ラブライブ!虹ヶ咲学園 〜放課後放送室〜」内で放送されたラジオドラマと新作ドラマを収録。

### 特典CD
アニメ1期特典の楽曲は2022年12月24日より、アニメ2期特典の楽曲は2024年8月14日より、それぞれ配信開始された。
| 発売日                                                  | タイトル                                            | アーティスト名                                                                                   | 規格品番 | 備考                                                            |
| ------------------------------------------------------- | --------------------------------------------------- | ------------------------------------------------------------------------------------------------ | -------- | --------------------------------------------------------------- |
| 2020年12月24日                                          | POWER SPOT!                                         | DiverDiva                                                                                        |          | アニメ1期1巻特典                                                |
| 2021年1月27日                                           | Kakushiaji!                                         | A・ZU・NA                                                                                        |          | アニメ1期2巻特典                                                |
| 2021年2月25日                                           | Make-up session ABC                                 | QU4RTZ                                                                                           |          | アニメ1期3巻特典                                                |
| 2021年3月26日                                           | 祭花 -saika-                                        | DiverDiva                                                                                        |          | アニメ1期4巻特典                                                |
| 2021年4月27日                                           | Happy Nyan! Days                                    | A・ZU・NA                                                                                        |          | アニメ1期5巻特典                                                |
| 2021年5月26日                                           | Twinkle Town                                        | QU4RTZ                                                                                           |          | アニメ1期6巻特典                                                |
| 2021年6月25日                                           | Hurray Hurray                                       | 虹ヶ咲学園スクールアイドル同好会                                                                 |          | アニメ1期7巻特典 シングル「永遠の一瞬」にて12人バージョンを収録 |
| 2021年11月3日                                           | 校内シャッフルフェスティバル ソロパートライブ音源CD | 虹ヶ咲学園スクールアイドル同好会                                                                 |          | 校内シャッフルフェスティバル Blu-ray Memorial BOX特典           |
| 2022年6月24日                                           | Fashionista                                         | DiverDiva                                                                                        |          | アニメ2期1巻特典                                                |
| 2022年7月27日                                           | Fuwa Fuwaアワー！                                   | QU4RTZ                                                                                           |          | アニメ2期2巻特典                                                |
| 2022年8月26日                                           | ロマンスの中で                                      | A・ZU・NA                                                                                        |          | アニメ2期3巻特典                                                |
| 2022年9月28日                                           | Look at me now                                      | R3BIRTH                                                                                          |          | アニメ2期4巻特典                                                |
| 2022年10月28日                                          | TOKIMEKI Runners（12人Ver.)                         | 虹ヶ咲学園スクールアイドル同好会                                                                 |          | アニメ2期5巻特典                                                |
| 2022年11月25日                                          | Love U my friends（12人Ver.)                        | 虹ヶ咲学園スクールアイドル同好会                                                                 |          | アニメ2期6巻特典                                                |
| 2022年12月23日                                          | Just Believe!!!（12人Ver.)                          | 虹ヶ咲学園スクールアイドル同好会                                                                 |          | アニメ2期7巻特典                                                |
| - 2023年6月23日（先行発売） - 2023年8月30日（一般発売） | Waku Waku! Monday Morning                           | 中須かすみ（相良茉優）、桜坂しずく（前田佳織里）、天王寺璃奈（田中ちえ美）、三船栞子（小泉萌香） |          | OVA特典                                                         |
| 2025年1月29日                                           | Poka Poka 日和                                      | 上原歩夢（大西亜玖璃）、宮下愛（村上奈津実）、優木せつ菜（林鼓子）、鐘嵐珠（法元明菜）           |          | 映画第1章Blu-ray特典                                            |

### 配信限定
- ラブライブ!オーディオブックシリーズ
  - 素顔のフォトエッセイシリーズ Rainbow Days
小説「素顔のフォトエッセイシリーズ Rainbow Days」に音声を追加し、オーディオブックとした。また、テキストは音声との調和を調整する為、著者の犬井楡によってリライトされている。
追加メンバーである三船栞子、ミア・テイラー、鐘嵐珠の発売は未定である。
配信サイトは、ListenGo、DLsite comipo、ポケドラ、audiobook.jp（中須かすみ版のみ）、mimicle
    - 中須かすみ（2021年12月18日配信開始）[65]
    - 近江彼方（2021年12月28日配信開始）[66]
    - 優木せつ菜（2022年1月29日配信開始）[67]
    - エマ・ヴェルデ（2022年2月5日配信開始）[68]
    - 上原歩夢（2022年3月12日配信開始）[69]
    - 天王寺璃奈（2022年3月19日配信開始）[70]
    - 宮下愛（2022年3月26日配信開始）[71]
    - 朝香果林（2022年4月2日配信開始）[72]
    - 桜坂しずく（2022年4月2日配信開始）[73]

## 出演番組

### インターネットテレビ番組（公式放送）

#### 単独番組
2020年6月から、マンスリーアンケート兼ね合いの関係で、月に1度以上生放送を行っている。
| 放送日          | タイトル | 出演者 |
| 2017年          | 2017年 | 2017年 |
| --------------- | --- | --- |
| 10月16日        | ラブライブ！虹ヶ咲学園スクールアイドル同好会 はじめまして!公開生放送                                                                          | 虹ヶ咲学園スクールアイドル同好会                                                                                          |
| 11月6日         | ラブライブ！虹ヶ咲学園スクールアイドル同好会 はじめまして!公開生放送                                                                          | 大西亜玖璃、前田佳織里、鬼頭明里、村上奈津実、楠木ともり                                                                  |
| 12月11日        | ラブライブ！虹ヶ咲学園スクールアイドル同好会 はじめまして!公開生放送                                                                          | 相良茉優、久保田未夢、指出毬亜、田中ちえ美                                                                                |
| 2018年          | | |
| 1月27日         | ラブライブ！虹ヶ咲学園スクールアイドル同好会 明けまして！公開生放送ODAIBAスペシャル                                                           | 虹ヶ咲学園スクールアイドル同好会                                                                                          |
| 2月24日 〜      | ラブライブ!虹ヶ咲学園スクールアイドル同好会みえるラジオ                                                                                       | 虹ヶ咲学園スクールアイドル同好会（学年別）                                                                                |
| 5月28日         | ラブライブ!虹ヶ咲学園スクールアイドル同好会 みえるラジオ〜補習のお時間〜                                                                      | 大西亜玖璃、相良茉優、前田佳織里、村上奈津実、鬼頭明里、指出毬亜                                                          |
| 7月21日 〜      | ラブライブ!虹ヶ咲学園スクールアイドル同好会 AbemaTVウルトラゲームスイメージガール決定戦                                                       | 虹ヶ咲学園スクールアイドル同好会                                                                                          |
| 10月8日         | ラブライブ！虹ヶ咲学園スクールアイドル同好会 スペシャル生放送「TOKIMEKI Runners」キックオフ☆パーティー                                        | 虹ヶ咲学園スクールアイドル同好会                                                                                          |
| 12月3日         | ラブライブ！虹ヶ咲学園スクールアイドル同好会 スペシャル生放送 TOKIMEKI First Run☆彡 〜あなたと一緒にトキメキたい！〜                          | 虹ヶ咲学園スクールアイドル同好会                                                                                          |
| 12月28日        | ラブライブ！虹ヶ咲学園スクールアイドル同好会 電撃オンライン組・ファミ通App組・スクフェス組 年末だョ！みんな集まれ！媒体別活動総決算スペシャル | 虹ヶ咲学園スクールアイドル同好会                                                                                          |
| 2019年          | | |
| 1月25日 〜      | ラブライブ！虹ヶ咲学園スクールアイドル同好会 冬期生放送 ユニット成立！？フィーリング大作戦 ラブ×ラブ×ラブ                                     | 虹ヶ咲学園スクールアイドル同好会（学年別）                                                                                |
| 4月12日         | ラブライブ！虹ヶ咲学園スクールアイドル同好会 生放送 校内マッチングフェスティバル後夜祭 春が来た！虹も桜も満開SP！                             | 大西亜玖璃、相良茉優、前田佳織里、村上奈津実、楠木ともり、指出毬亜                                                        |
| 5月14日         | 「がさらじ」プレゼンツ ラブライブ！虹ヶ咲学園スクールアイドル同好会 みえるラジオ リターンズ ＼がさらじは〜／                                  | 久保田未夢、楠木ともり、田中ちえ美、鬼頭明里                                                                              |
| 6月17日         | ラブライブ！虹ヶ咲学園スクールアイドル同好会 生放送 あなたへの報告会                                                                          | 大西亜玖璃、相良茉優、前田佳織里、指出毬亜                                                                                |
| 7月10日         | ラブライブ！虹ヶ咲学園スクールアイドル同好会 ユニット結成記念☆３ヶ月連続スペシャル生放送「ユニット〜〜ク！！」                                | DiverDiva |
| 8月7日          | ラブライブ！虹ヶ咲学園スクールアイドル同好会 ユニット結成記念☆３ヶ月連続スペシャル生放送「ユニット〜〜〜ク！！！」                            | A・ZU・NA |
| 9月10日         | ラブライブ！虹ヶ咲学園スクールアイドル同好会 ユニット結成記念☆３ヶ月連続スペシャル生放送「ユニット〜〜〜〜ク！！！！」                        | QU4RTZ |
| 10月9日         | ラブライブ！虹ヶ咲学園スクールアイドル同好会生放送！ 宮下 愛 presents☆スクスタリリーステンアゲ⤴パーティーnight サプライズもあるよ             | 大西亜玖璃、前田佳織里、村上奈津実                                                                                        |
| 10月25日        | ラブライブ！虹ヶ咲学園スクールアイドル同好会スペシャル生放送 あなたといっしょに学びたい！ スクスタ攻略部【部員募集中】                        | 久保田未夢、村上奈津実、楠木ともり、指出毬亜                                                                              |
| 11月13日        | ラブライブ！虹ヶ咲学園スクールアイドル同好会生放送 Road to First Live! ちょっと早めの準備会”with You”                                         | 相良茉優、前田佳織里、久保田未夢、鬼頭明里                                                                                |
| 12月20日        | ラブライブ！虹ヶ咲学園スクールアイドル同好会生放送「届け！ときめき――。」First Liveありがとう生放送！〜ちょっと離れたDay3〜                    | 相良茉優、前田佳織里、村上奈津実、指出毬亜、田中ちえ美                                                                    |
| 2020年          | | |
| 1月15日         | ラブライブ！虹ヶ咲学園スクールアイドル同好会新春生放送 今年もあなたとときめきたい！〜ニジガクNEW YEAR RUN2020〜                               | 大西亜玖璃、久保田未夢、田中ちえ美                                                                                        |
| 2月24日         | ラブライブ！虹ヶ咲学園スクールアイドル同好会生放送 チョコっとあま〜いひなまつり ユニットまるっと大さわぎ！                                    | 前田佳織里、久保田未夢、指出毬亜                                                                                          |
| 3月18日         | ラブライブ！虹ヶ咲学園スクールアイドル同好会生放送 3ヶ月連続特別授業「ニジガク史」同級生わくわくクラスルーム〜1時間目〜                       | 相良茉優、前田佳織里、田中ちえ美                                                                                          |
| 4月10日（予定） | ※新型コロナウイルスの感染拡大を受けた改正・新型インフルエンザ等対策特別措置法に基づく緊急事態宣言の発令に伴い、配信中止。                     | ※新型コロナウイルスの感染拡大を受けた改正・新型インフルエンザ等対策特別措置法に基づく緊急事態宣言の発令に伴い、配信中止。 |
| 5月22日         | ラブライブ！虹ヶ咲学園スクールアイドル同好会生放送 3ヶ月連続特別授業「ニジガク史」同級生わくわくクラスルーム〜2時間目〜                       | 大西亜玖璃、村上奈津実、楠木ともり                                                                                        |
| 6月9日          | ラブライブ！虹ヶ咲学園スクールアイドル同好会生放送 3ヶ月連続特別授業「ニジガク史」同級生わくわくクラスルーム〜3時間目〜                       | 久保田未夢、鬼頭明里、指出毬亜                                                                                            |
| 6月22日         | ラブライブ！虹ヶ咲学園スクールアイドル同好会生放送 あなたとハーモニー！希望の未来へレディ・ゴーッ！！〜おたより募集中〜                       | 大西亜玖璃、相良茉優、久保田未夢                                                                                          |
| 7月28日         | ラブライブ！虹ヶ咲学園スクールアイドル同好会生放送 かすみんPresents 無敵級*生放送 響けハーモニー ニジガクBelievers                            | 相良茉優、村上奈津実、鬼頭明里                                                                                            |
| 8月11日         | ラブライブ！虹ヶ咲学園スクールアイドル同好会生放送 Welcome! 栞子ちゃん 今日から一緒に生放送                                                   | 大西亜玖璃、前田佳織里、鬼頭明里、指出毬亜、小泉萌香                                                                      |
| 9月11日         | ラブライブ！虹ヶ咲学園スクールアイドル同好会 2nd Live 前夜祭 バックステージから生放送!?あなたも一緒にコンニジガサキ！                         | 虹ヶ咲学園スクールアイドル同好会                                                                                          |
| 9月21日         | 虹ヶ咲学園2nd Live後夜祭 ぶちあげ生放送!!あなたも一緒に打ち上げパーティー                                                                     | 相良茉優、村上奈津実、楠木ともり、田中ちえ美、小泉萌香                                                                    |
| 10月27日        | ラブライブ！虹ヶ咲学園スクールアイドル同好会生放送 ユニットーーク！！2020〜ZIYU! ZIZAI!〜                                                     | DiverDiva |
| 10月31日        | 「スクフェスシリーズ感謝祭2020〜ONLINE〜」開会式                                                                                              | 久保田未夢、村上奈津実、田中ちえ美                                                                                        |
| 11月14日        | 「スクフェスシリーズ感謝祭2020〜ONLINE〜」スクスタGL版生放送with KLab Games Station                                                           | 前田佳織里、指出毬亜、小泉萌香                                                                                            |
| 11月14日        | 「スクフェスシリーズ感謝祭2020〜ONLINE〜」ついにストーリー2nd Season開幕 スクスタ特別生放送 〜「ニジガク」と一緒に盛り上がろうスペシャル〜    | 前田佳織里、指出毬亜、小泉萌香                                                                                            |
| 11月20日        | ラブライブ！虹ヶ咲学園スクールアイドル同好会生放送 ユニットーーーーク!!!!2020〜伝えていこう happy smile〜                                     | QU4RTZ |
| 11月21日        | 「スクフェスシリーズ感謝祭2020〜ONLINE〜」閉会式                                                                                              | 大西亜玖璃、相良茉優、鬼頭明里、楠木ともり                                                                                |
| 12月19日        | ラブライブ！虹ヶ咲学園スクールアイドル同好会生放送 ユニットーーーク！！！2020〜一緒にしてみよう 七変化〜                                      | A・ZU・NA |
| 12月31日        | 合同ライブセトリ発表♪2020カウントダウンライブ！スクスタ特別生放送 1年生集合 みんなで一緒にカウントダウンスペシャル                            | 相良茉優、前田佳織里、田中ちえ美、小泉萌香                                                                                |
| 2021年          | | |
| 1月18日         | ラブライブ！スクールアイドルフェスティバル ALL STARS スペシャル生放送 〜気づいて、小さな声 聞かせて、みんなの声〜                             | 田中ちえ美、内田秀 |
| 1月25日         | ラブライブ！虹ヶ咲学園スクールアイドル同好会生放送 夢がここからはじまるよ！TVアニメ振り返りまSHOW                                             | 虹ヶ咲学園スクールアイドル同好会                                                                                          |
| 2月3日          | ラブライブ！虹ヶ咲学園スクールアイドル同好会生放送 みんなでスクスタビッグライブ〜チョコっと愛を込めて〜                                       | 相良茉優、前田佳織里、久保田未夢                                                                                          |
| 2月15日         | ラブライブ！スクールアイドルフェスティバル ALL STARS グローバル版1周年記念生放送                                                              | 大西亜玖璃、相良茉優、田中ちえ美                                                                                          |
| 3月2日          | もうすぐ1.5周年！スクスタ特別生放送〜ライブであなたにビッグなプレゼント！？スペシャル〜                                                       | 相良茉優、前田佳織里、田中ちえ美                                                                                          |
| 3月26日         | ラブライブ！虹ヶ咲学園スクールアイドル同好会生放送 ＼まだまだ知りたい！みんなのこと！／校内シャッフルフェスティバル後夜祭♪                    | 相良茉優、久保田未夢、村上奈津実、楠木ともり、小泉萌香                                                                    |
| 4月2日          | ラブライブ！虹ヶ咲学園スクールアイドル同好会こころポカポカ生放送〜春のはじまり〜                                                              | 久保田未夢、指出毬亜、鬼頭明里                                                                                            |
| 5月14日         | ラブライブ！虹ヶ咲学園スクールアイドル同好会生放送 with You!! 3rd Live! School Idol Festival後夜祭♪ 夢はまだまだ終わらNight☆                  | 矢野妃菜喜、大西亜玖璃、村上奈津実、楠木ともり                                                                            |
| 6月2日          | ラブライブ！虹ヶ咲学園スクールアイドル同好会 雨に唄えば虹がかかるよ♪今日もにぎやか生放送！                                                    | 相良茉優、前田佳織里、田中ちえ美、小泉萌香                                                                                |
| 7月19日         | ラブライブ！虹ヶ咲学園スクールアイドル同好会生放送♪ 夏だ！サマーだ！ユニットだ！みんなで一緒に夏開き☆                                         | 大西亜玖璃、久保田未夢、指出毬亜、小泉萌香                                                                                |
| 7月31日         | ラブライブ！スクールアイドルフェスティバル ALL STARS 特別放送 JP/GL合流記念！スペシャル生放送                                                 | 久保田未夢、指出毬亜、鬼頭明里                                                                                            |
| 9月1日          | ラブライブ！虹ヶ咲学園スクールアイドル同好会 生まれたトキメキ、ワクワク叶える生放送！〜Welcome! ミアちゃん♪ ランジュちゃん♪〜                 | 大西亜玖璃、指出毬亜、田中ちえ美、小泉萌香、法元明菜、内田秀                                                              |
| 9月14日         | ラブライブ！虹ヶ咲学園スクールアイドル同好会 UNIT LIVE & FAN MEETING後夜祭生放送 〜DiverDivaのTHE PARTY NiGHT〜                               | DiverDiva |
| 9月21日         | ラブライブ！虹ヶ咲学園スクールアイドル同好会 はじめまして！生放送！ 〜We are R3BIRTH〜                                                        | R3BIRTH |
| 10月3日         | ラブライブ！虹ヶ咲学園スクールアイドル同好会 Next TOKIMEKI 大発表会♪ 最新ニュースもりだくさんスペシャル！                                     | 虹ヶ咲学園スクールアイドル同好会                                                                                          |
| 10月13日        | ラブライブ！虹ヶ咲学園スクールアイドル同好会 UNIT LIVE & FAN MEETING後夜祭生放送 〜QU4RTZとOne More Swinging！〜                              | QU4RTZ |
| 11月4日         | ラブライブ！虹ヶ咲学園スクールアイドル同好会 UNIT LIVE & FAN MEETING後夜祭生放送 〜A･ZU･NAのBreaking Dawn！〜                                 | A・ZU・NA |
| 12月4日         | ラブライブ！虹ヶ咲学園スクールアイドル同好会生放送 2021年はまだまだ終わらない！あなたに届け！ときめきのお歳暮♥                                | 大西亜玖璃、村上奈津実、田中ちえ美、内田秀                                                                                |
| 12月30日        | ラブライブ！シリーズ 虹ヶ咲学園スクールアイドル同好会・Liella! 合同生放送 いよいよ明日はシリーズカウントダウンライブ！スペシャル前夜祭！      | 相良茉優、指出毬亜、法元明菜                                                                                              |
| 2022年          | | |
| 1月9日          | ラブライブ！虹ヶ咲学園スクールアイドル同好会生放送 2022 HAPPY NEW TOKIMEKI YEAR！                                                             | 相良茉優、前田佳織里、久保田未夢                                                                                          |
| 1月26日         | ラブライブ！虹ヶ咲学園スクールアイドル同好会 UNIT LIVE & FAN MEETING後夜祭生放送 ～R3BIRTHのDELIGHT AGAIN～                                   | R3BIRTH |
| 2月6日          | スクスタGL版2周年♪ニジガクテーマ別活動グローバル交流チームスペシャル生放送                                                                    | 指出毬亜、内田秀、法元明菜                                                                                                |
| 3月7日          | ラブライブ！虹ヶ咲学園スクールアイドル同好会生放送 4th Live! ほんまにありがとう後夜祭 めっちゃLove the Life We Live！                         | 大西亜玖璃、田中ちえ美、小泉萌香                                                                                          |
| 4月5日          | ラブライブ！虹ヶ咲学園スクールアイドル同好会生放送 教えて！見たいの！聞かせて！スクスタ～もっとときめきSpring！～                             | 前田佳織里、指出毬亜、内田秀                                                                                              |
| 5月10日         | ラブライブ！虹ヶ咲学園スクールアイドル同好会生放送 まだまだ足りない！？語りあいたい！！心動かすキズナイト！☆彡                                | 相良茉優、村上奈津実、田中ちえ美                                                                                          |
| 6月22日         | ラブライブ！虹ヶ咲学園スクールアイドル同好会生放送 一緒に梅雨をこエマしょう！太陽ぴッカリン！こころランラン生放送♪                            | 久保田未夢、指出毬亜、法元明菜                                                                                            |
| 7月16日         | スクスタGL版2.5周年♪ニジガクテーマ別活動グローバル交流チームスペシャル生放送with 璃奈                                                         | 指出毬亜、田中ちえ美、内田秀、法元明菜                                                                                    |
| 7月28日         | ラブライブ！虹ヶ咲学園スクールアイドル同好会生放送～おたよりを 集めてたのし 夏のよる～                                                        | 大西亜玖璃、鬼頭明里、小泉萌香                                                                                            |
| 8月10日         | ラブライブ！虹ヶ咲学園スクールアイドル同好会生放送 友情Forever!! みんながいればずっとときめき熱帯YEAH！☆彡                                    | 久保田未夢、指出毬亜、田中ちえ美                                                                                          |
| 9月23日         | ラブライブ！虹ヶ咲学園スクールアイドル同好会生放送 with You!! 5th Live! 虹が咲く場所後夜祭♪次の未来へTOKIMEKI Parade☆                         | 矢野妃菜喜、大西亜玖璃、小泉萌香、内田秀、法元明菜                                                                        |
| 10月26日        | ラブライブ！虹ヶ咲学園スクールアイドル同好会生放送 〜一瞬が 永遠に思える 夜長かな〜                                                           | 相良茉優、村上奈津実、内田秀                                                                                              |
| 11月24日        | ラブライブ！虹ヶ咲学園スクールアイドル同好会生放送 新情報発表会♪30分拡大スペシャル！                                                          | 矢野妃菜喜、大西亜玖璃、鬼頭明里                                                                                          |
| 12月22日        | ラブライブ！虹ヶ咲学園スクールアイドル同好会生放送 あなたとTOKIMEKIクリスマス！！～あなたにTOKIMEKI贈ります～                                 | 相良茉優、村上奈津実、指出毬亜                                                                                            |
| 2023年          | | |
| 1月19日         | ラブライブ！虹ヶ咲学園スクールアイドル同好会生放送 UNIT LIVE! 後夜祭生放送 ～帰ってきたR3BIRTH！R3VOLUTIONをもう一度…！〜                     | R3BIRTH |
| 2月19日         | ラブライブ！虹ヶ咲学園スクールアイドル同好会UNIT LIVE! 後夜祭 ～ありがとう！A・ZU・NA LAGOON～                                                | A・ZU・NA |
| 3月8日          | ラブライブ！虹ヶ咲学園スクールアイドル同好会UNIT LIVE! 後夜祭生放送！ ～見ないなんてがっカリン！DiverDivaを宇宙で一番アイしてね？～           | DiverDiva |
| 3月30日         | ラブライブ！虹ヶ咲学園スクールアイドル同好会UNIT LIVE! 後夜祭 ～QU4RTZのふわふわアンコール！～                                                | QU4RTZ |
| 4月3日          | ラブライブ！虹ヶ咲学園スクールアイドル同好会生放送 トキメキに聞いてみよう！みんな一緒にワクワク叶える物語（ストーリー）！                     | 矢野妃菜喜、大西亜玖璃、林鼓子、指出毬亜、法元明菜                                                                        |
| 5月18日         | ラブライブ！虹ヶ咲学園スクールアイドル同好会生放送 新情報発表会♪にじたび！スクスタ！これまでとこれからスペシャル！                            | 大西亜玖璃、久保田未夢、指出毬亜                                                                                          |
| 6月29日         | ラブライブ！虹ヶ咲学園スクールアイドル同好会生放送 Thank You スクスタ！虹を繋いで、未来輝け！ あなたと叶える次の空！                          | 前田佳織里、久保田未夢、内田秀                                                                                            |
| 7月21日         | ラブライブ！虹ヶ咲学園スクールアイドル同好会生放送 夏だ！にじたびだ！NEXT SKYだ！あなたと打ち上げ☆サマーパーティー！                          | 相良茉優、林鼓子、法元明菜                                                                                                |
| 8月16日         | ラブライブ！虹ヶ咲学園スクールアイドル同好会生放送 「Fly with You!!」キックオフパーティー～Let's go 6th Live♡～                               | 大西亜玖璃、村上奈津実、内田秀                                                                                            |
| 9月19日         | ラブライブ！虹ヶ咲学園スクールアイドル同好会生放送スクフェス２＆ニジガクラブソング 最新ニュースがてんこもり！にじちゃん情報局♪                | 前田佳織里、林鼓子、法元明菜                                                                                              |
| 10月17日        | ラブライブ！虹ヶ咲学園スクールアイドル同好会生放送 5thアルバム発売記念！恋するニジガク♡実りの秋！                                             | 相良茉優、田中ちえ美、内田秀                                                                                              |
| 10月26日        | ラブライブ！虹ヶ咲学園スクールアイドル同好会生放送 洋服の青山コラボスペシャル！スーツ姿にときめいちゃった♡                                    | 矢野妃菜喜、村上奈津実、内田秀                                                                                            |
| 11月20日        | ラブライブ！虹ヶ咲学園スクールアイドル同好会生放送 6th Live! 決起集会♡ I love You ⇆ You love Me                                               | 矢野妃菜喜、林鼓子、法元明菜                                                                                              |
| 12月19日        | ラブライブ！虹ヶ咲学園スクールアイドル同好会生放送 6th Live! トキメキ前夜祭♡ I love You ⇆ You love Me                                         | 大西亜玖璃、相良茉優、法元明菜                                                                                            |
| 2024年          | | |
| 1月19日         | ラブライブ！虹ヶ咲学園スクールアイドル同好会生放送6th Live! ラブ♡らぶ♡愛♡LOVE♡後夜祭一緒にTOKIMEKI NIJI VERSE                                 | 前田佳織里、林鼓子、田中ちえ美                                                                                            |
| 2月22日         | ラブライブ！虹ヶ咲学園スクールアイドル同好会生放送 笑って寒さを吹きとばそう！あなたと一緒にぽかぽかタイム♡                                    | 村上奈津実、指出毬亜、小泉萌香                                                                                            |
| 3月26日         | ラブライブ！虹ヶ咲学園スクールアイドル同好会生放送トキメキ前線上昇中！NEWSをお届け♪ニジガクからの春のおたより                                 | 大西亜玖璃、鬼頭明里、田中ちえ美                                                                                          |
| 4月23日         | ラブライブ！虹ヶ咲学園スクールアイドル同好会生放送「映画」＆「にじよん あにめーしょん２」楽しみいっぱい ニジガク！春のトキメキまつり          | 村上奈津実、林鼓子、内田秀                                                                                                |
| 5月28日         | ラブライブ！虹ヶ咲学園スクールアイドル同好会生放送あなたの♡にニジガク愛チャージ！トキメキ初夏ーニバル！                                       | 久保田未夢、田中ちえ美 |
| 6月27日         | ラブライブ！虹ヶ咲学園スクールアイドル同好会生放送マンスリーソングス結果発表！二ュースいっぱい！ときめかNIGHT☆みんなで映画もりあげNIGHT☆☆     | 大西亜玖璃、相良茉優、指出毬亜                                                                                            |
| 7月25日         | ラブライブ！虹ヶ咲学園スクールアイドル同好会生放送暑中お見舞い申しアゲアゲ↑↑ニジガク怒涛の新着情報まつり☀オープニングから見逃さないで♡        | 大西亜玖璃、田中ちえ美 |
| 8月28日         | ラブライブ！虹ヶ咲学園スクールアイドル同好会生放送夏はまだまだ終わらない！えいがさき公開直前SPあついトキメキをあなたに♡                       | 村上奈津実、林鼓子、内田秀                                                                                                |
| 9月26日         | ラブライブ！虹ヶ咲学園スクールアイドル同好会生放送トキメキ豪華2本立て！えいがさき大感想会＆にじちず大発表会！                                 | 矢野妃菜喜、相良茉優、久保田未夢                                                                                          |
| 10月23日        | ラブライブ！虹ヶ咲学園スクールアイドル同好会生放送 あなたとニジガクの宝物♡ 7th Live! 後夜祭！トキメキの旅を続けよう！                         | 前田佳織里、田中ちえ美、内田秀                                                                                            |
| 11月22日        | ラブライブ！虹ヶ咲学園スクールアイドル同好会生放送宇宙最速でときめこう！新作ノベルゲーム「にじちず」遊んでみた！                              | 指出毬亜、田中ちえ美、内田秀                                                                                              |
| 12月26日        | ラブライブ！虹ヶ咲学園スクールアイドル同好会生放送 年末だョ！2024トキメキ活動報告会＆にじちず体験会スペシャル                                 | 大西亜玖璃、相良茉優 |
| 2025年          | | |
| 1月21日         | ラブライブ！虹ヶ咲学園スクールアイドル同好会生放送にじちず体験会&校外学習オリエンテーション！あなたに届ける新情報てんこもりSP                 | 鬼頭明里、指出毬亜、内田秀                                                                                                |
| 2月26日         | ラブライブ！虹ヶ咲学園スクールアイドル同好会生放送“あなた”と一緒に！にじちず♡ときめきレッスン！                                               | 大西亜玖璃、林鼓子、法元明菜                                                                                              |
| 3月27日         | ラブライブ！虹ヶ咲学園スクールアイドル同好会生放送 校外学習直前！トキメキ春一番♪わくわくNEWSが満開SP                                          | 大西亜玖璃、久保田未夢、小泉萌香                                                                                          |
| 4月15日         | ラブライブ！虹ヶ咲学園スクールアイドル同好会生放送にじはる到来！校外学習トキメキレポート＆ラブカわくわく講座                                  | 村上奈津実、指出毬亜、田中ちえ美                                                                                          |
| 5月20日         | ラブライブ！虹ヶ咲学園スクールアイドル同好会生放送 にじかぜ薫る！校外学習トキメキレポートPart 2＆ウキウキにじちずクイズ♪                      | 矢野妃菜喜、相良茉優、林鼓子                                                                                              |
| 6月26日         | ラブライブ！虹ヶ咲学園スクールアイドル同好会生放送Monthly Songs♪特集＆ラブカであそぼ！                                                        | 大西亜玖璃、村上奈津実、指出毬亜                                                                                          |
| 7月31日         | ラブライブ！虹ヶ咲学園スクールアイドル同好会生放送あついぜニジガク！えいがさき第2章最新ニュース＆ラブカ リアルタイム投票企画♪                 | 村上奈津実、小泉萌香、内田秀                                                                                              |

##### TVアニメ『ラブライブ！虹ヶ咲学園スクールアイドル同好会』最新話直前放送
テレビアニメ『ラブライブ!虹ヶ咲学園スクールアイドル同好会』の放送に合わせ、第1期第1話を除く各話の最速放送に合わせて配信された番組。メインMCは矢野妃菜喜で、毎回、前話のメインを務めたメンバーのキャストがゲスト出演した。
第1期第3回目以降に矢野妃菜喜が発した「ヒトリダケナンテエラベナイヨー！」はSNS上で大きな反響を巻き起こし、果ては他のキャストが真似することになる、3rdライブ開催直前のミヤコヒトによる描き下ろし漫画で侑が「ヒトリダケナンテエラベナイヨー！」と叫ぶ、テレビアニメのキャラクターデザインを担当した横田拓己が描き下ろす、極めつけはショートアニメ『にじよん あにめーしょん』第1話で侑が叫ぶまでに発展した。
「ヒトリダケナンテエラベナイヨー！」がトレンド入りするほど定着した結果、「ヒトツダケナンテエラベナイヨー！」や「トキメカナイヨー！」など、派生したセリフが生まれている。
| #     | 放送日         | MC         | ゲスト                           | 備考 |
| 第1期 | 第1期          | 第1期      | 第1期                            | 第1期 |
| ----- | -------------- | ---------- | -------------------------------- | --- |
| 1     | 2020年10月10日 | 矢野妃菜喜 | 大西亜玖璃                       | |
| 2     | 2020年10月17日 | 矢野妃菜喜 | 相良茉優                         | |
| 3     | 2020年10月24日 | 矢野妃菜喜 | 楠木ともり                       | |
| 4     | 2020年10月31日 | 矢野妃菜喜 | 村上奈津実                       | |
| 5     | 2020年11月7日  | 矢野妃菜喜 | 指出毬亜                         | |
| 6     | 2020年11月14日 | 矢野妃菜喜 | 田中ちえ美                       | |
| 7     | 2020年11月21日 | 矢野妃菜喜 | 鬼頭明里                         | |
| 8     | 2020年11月28日 | 矢野妃菜喜 | 前田佳織里                       | |
| 9     | 2020年12月5日  | 矢野妃菜喜 | 久保田未夢                       | 事前収録 |
| 10    | 2020年12月12日 | 矢野妃菜喜 | 村上奈津実、指出毬亜、田中ちえ美 | |
| 11    | 2020年12月19日 | 矢野妃菜喜 | 大西亜玖璃                       | |
| 12    | 2020年12月26日 | 矢野妃菜喜 | 虹ヶ咲学園スクールアイドル同好会 | |
| 第2期 |                |            |                                  | |
| 1     | 2022年4月2日   | 矢野妃菜喜 | 大西亜玖璃                       | |
| 2     | 2022年4月9日   | 矢野妃菜喜 | 法元明菜                         | 事前収録 |
| 3     | 2022年4月16日  | 矢野妃菜喜 | 相良茉優、指出毬亜               | 事前収録 |
| 4     | 2022年4月23日  | 矢野妃菜喜 | 鬼頭明里、田中ちえ美             | |
| 5     | 2022年4月30日  | 矢野妃菜喜 | 久保田未夢、村上奈津実           | |
| 6     | 2022年5月7日   | 矢野妃菜喜 | 前田佳織里                       | |
| 7     | 2022年5月14日  | 矢野妃菜喜 | 大西亜玖璃、前田佳織里           | |
| 8     | 2022年5月21日  | 矢野妃菜喜 | 小泉萌香                         | |
| 9     | 2022年5月28日  | 矢野妃菜喜 | 大西亜玖璃                       | |
| 10    | 2022年6月4日   | 矢野妃菜喜 | 内田秀                           | |
| 11    | 2022年6月11日  | 矢野妃菜喜 | 相良茉優、小泉萌香、法元明菜     | |
| 12    | 2022年6月18日  | 矢野妃菜喜 | 指出毬亜                         | |
| 13    | 2022年6月25日  | 矢野妃菜喜 | 大西亜玖璃                       | |
| EX    | 2022年7月2日   | 矢野妃菜喜 | 村上奈津実を除く11名             | 村上はコロナに感染したため出演取りやめ、テキストコメントのみの発表 前田、楠木は後半から出演 久保田、指出、小泉は動画コメント出演 |

#### 他のラブライブ!シリーズ作品との合同番組
ラブライブ!シリーズ#声優ユニットの共演も参照。
| 放送日   | タイトル | 出演者                           |
| 2018年   | 2018年 | 2018年                           |
| -------- | --- | -------------------------------- |
| 1月28日  | ラブライブ！AbemaTVスクスタ特番！〜スクールアイドル大集合〜 | 相良茉優、久保田未夢、楠木ともり |
| 4月14日  | スクフェスシリーズ5周年特番！〜みんなでシャンシャン♪スクフェスTV〜 | 楠木ともり                       |
| 2020年   | |                                  |
| 9月26日  | スクスタ1周年記念生放送！〜「あなた」とのキズナをもっともっと深めようスペシャル〜                                                                                            | 大西亜玖璃、指出毬亜、小泉萌香   |
| 2021年   | |                                  |
| 2月22日  | ラブライブ！シリーズ Aqours・虹ヶ咲学園スクールアイドル同好会・Liella! いっしょに生放送                                                                                      | 大西亜玖璃、村上奈津実           |
| 6月4日   | ラブライブ！シリーズ×ゲーマーズ 善子とせつ菜の看板娘生放送 | 楠木ともり                       |
| 8月23日  | ラブライブ！シリーズ Aqours・虹ヶ咲学園スクールアイドル同好会・Liella! 3校合同生放送 2021年後半戦突入！真夏の大発表スペシャル!!                                              | 大西亜玖璃、相良茉優             |
| 12月19日 | LoveLive! Series Presents ～初次见面 岚珠和可可的特别节目～ | 法元明菜                         |
| 12月30日 | ラブライブ！シリーズ 虹ヶ咲学園スクールアイドル同好会・Liella! 合同生放送 いよいよ明日はシリーズカウントダウンライブ！スペシャル前夜祭！                                     | 相良茉優、指出毬亜、法元明菜     |
| 2022年   | |                                  |
| 4月17日  | 今こそスクフェスするしかナインじゃない!?スクフェス9周年生放送～新情報も9(きゅう)っと詰め込みスペシャル～                                                                     | 法元明菜                         |
| 2023年   | |                                  |
| 1月3日   | ラブライブ！シリーズ新年会 ～新年に『なってしまった！』今年も『ユメ+ミライ＝無限大』みんなの『夢が僕らの太陽さ』2023年も『WE WILL!!』SP～                                    | 大西亜玖璃、久保田未夢           |
| 2月2日   | ラブライブ！スクールアイドルフェスティバル2 MIRACLE LIVE!生放送 情報盛りだくさんでお届け♪SP                                                                                  | 法元明菜                         |
| 4月15日  | ラブライブ！スクールアイドルフェスティバル2 MIRACLE LIVE!生放送 ついにリリース！みんなで一緒にスクフェスしようSP                                                             | 矢野妃菜喜                       |
| 2024年   | |                                  |
| 1月3日   | ラブライブ！シリーズ新年会 ～2024年も『どんなときもずっと』『キミノタメボクノタメ』みんなで『わちゅごなどぅー』で『Jump Into the New World!!』準備はOK!?『On your mark』SP～ | 林鼓子、法元明菜                 |
| 10月27日 | ラブライブ！シリーズ オフィシャルカードゲーム 新情報発表会 | 大西亜玖璃、相良茉優             |
| 2025年   | |                                  |
| 1月13日  | ブシロード新春大発表会 2025 | 相良茉優、指出毬亜               |
| 2月8日   | ラブカ発売記念生放送 | 指出毬亜、内田秀                 |

### 主なテレビ番組
| 放送日   | 番組名 | 放送局            | 出演者                           | 備考 |
| 2019年   | 2019年 | 2019年            | 2019年                           | 2019年 |
| -------- | --- | ----------------- | -------------------------------- | --- |
| 6月30日  | ラブライブ!シリーズ9周年プロジェクトスタート記念特番 〜9人からはじまった夢、永久に〜                                                  | TOKYO MX          | 大西亜玖璃                       | インタビュー出演 |
| 2020年   | |                   |                                  | |
| 9月27日  | 『ラブライブ!虹ヶ咲学園スクールアイドル同好会』 放送直前TOKIMEKI特番!                                                                 | TOKYO MX          | 11名                             | インターネット同時配信 |
| 2021年   | |                   |                                  | |
| 6月27日  | アニソン!プレミアム!『ラブライブ!SP』                                                                                                 | NHK 総合          | 7名                              | 歌唱曲：虹色Passions!～NEO SKY, NEO MAP!メドレー E+は総合での放送分の拡大版で、 虹ヶ咲関係は、トークパートの時間増加以外に差異無し |
| 8月11日  | アニソン!プレミアム!『ラブライブ!SP E+』                                                                                              | NHK Eテレ         | 7名                              | 歌唱曲：虹色Passions!～NEO SKY, NEO MAP!メドレー E+は総合での放送分の拡大版で、 虹ヶ咲関係は、トークパートの時間増加以外に差異無し |
| 9月26日  | ラブライブ！シリーズ特別番組 〜Aqoursオダイバ！！超次元音楽祭ライブ完全版& ニジガクユニットライブ＆ファンミーティング潜入スペシャル〜 | フジテレビTWO     | 虹ヶ咲学園スクールアイドル同好会 | 10月31日再放送 |
| 10月31日 | ラブライブ！虹ヶ咲学園スクールアイドル同好会 新ユニットがお台場フジテレビにやってきた！                                               | フジテレビTWO     | R3BIRTH                          | |
| 2022年   | |                   |                                  | |
| 3月27日  | 『ラブライブ!虹ヶ咲学園スクールアイドル同好会』 2期放送直前特番ニジガクTOKIMEKIナビ♪                                                  | TOKYO MX          | 8名                              | インターネット同時配信 |
| 2023年   | |                   |                                  | |
| 4月7日   | ラブライブ！スクールアイドルフェスティバル2 MIRACLE LIVE! リリース直前番組 一緒にシャンシャンはじめよう♪SP #1                         | TOKYO MX BS日テレ | 大西亜玖璃・指出毬亜             | インターネット同時配信 |
| 4月14日  | ラブライブ！スクールアイドルフェスティバル2 MIRACLE LIVE! リリース直前番組 一緒にシャンシャンはじめよう♪SP #2                         | TOKYO MX BS日テレ | 大西亜玖璃・指出毬亜             | インターネット同時配信 |

### ラジオ

#### がさらじ
2018年6月から、HiBiKi Radio Stationにて配信されている、冠ラジオ番組。不定期にパーソナリティとタイトルをリニューアルしている。愛称は共通して『がさらじ』で、回数カウントも引き継がれている。歴代パーソナリティは、各学年から1人ずつ選抜されている。更新日は原則として月1回の木曜日だが、期間限定で第5回から第19回まで毎週更新された。
ラブライブ!虹ヶ咲学園 〜お昼休み放送室〜
配信期間は2018年6月21日から2020年2月6日まで。2018年2〜4月に開催した「虹ヶ咲学園スクールアイドル同好会 学年別ラジオパーソナリティー争奪戦」にて勝者となった久保田、楠木、田中がパーソナリティを務めた。
ラブライブ!虹ヶ咲学園 〜おはよう放送室〜
配信期間は2020年2月20日から2022年1月20日まで。2019年11月に開催された「新パーソナリティ組み合わせ投票」にて、前田、楠木、鬼頭の3名ががパーソナリティを務めた。なお、2020年4月30日より新型コロナウイルス（COVID-19）緊急事態宣言の影響で収録が困難となったため、『お昼休み放送室』第1回から毎週5回分をまとめた蔵出し配信（再放送）が7月2日まで実施された。5月21日よりリモート収録で配信が再開されている。
ラブライブ!虹ヶ咲学園 ～放課後放送室～
配信期間は2022年2月3日から2024年5月9日まで。パーソナリティは村上・指出・小泉。
ラブライブ!虹ヶ咲学園 ～にじちず放送室～
配信期間は2024年6月6日から。パーソナリティは相良・内田・法元。
| #                                        | 配信日                                   | パーソナリティ                           | ゲスト                                   | 備考                                                 |
| ラブライブ!虹ヶ咲学園 〜お昼休み放送室〜 | ラブライブ!虹ヶ咲学園 〜お昼休み放送室〜 | ラブライブ!虹ヶ咲学園 〜お昼休み放送室〜 | ラブライブ!虹ヶ咲学園 〜お昼休み放送室〜 | ラブライブ!虹ヶ咲学園 〜お昼休み放送室〜             |
| ---------------------------------------- | ---------------------------------------- | ---------------------------------------- | ---------------------------------------- | ---------------------------------------------------- |
| 1 - 5                                    | 2018年6月21日 - 2018年8月16日            | 久保田未夢、楠木ともり、田中ちえ美       | なし                                     |                                                      |
| 6                                        | 2018年8月23日                            | 久保田未夢、楠木ともり、田中ちえ美       | 大西亜玖璃                               |                                                      |
| 7                                        | 2018年8月30日                            | 久保田未夢、楠木ともり、田中ちえ美       | 相良茉優                                 |                                                      |
| 8                                        | 2018年9月6日                             | 久保田未夢、楠木ともり、田中ちえ美       | なし                                     |                                                      |
| 9                                        | 2018年9月13日                            | 久保田未夢、楠木ともり、田中ちえ美       | 前田佳織里                               |                                                      |
| 10                                       | 2018年9月20日                            | 久保田未夢、楠木ともり、田中ちえ美       | 大西亜玖璃                               |                                                      |
| 11                                       | 2018年9月27日                            | 久保田未夢、楠木ともり、田中ちえ美       | 村上奈津実                               |                                                      |
| 12                                       | 2018年10月4日                            | 久保田未夢、楠木ともり、田中ちえ美       | 鬼頭明里                                 |                                                      |
| 13                                       | 2018年10月11日                           | 久保田未夢、楠木ともり、田中ちえ美       | なし                                     |                                                      |
| 14                                       | 2018年10月18日                           | 久保田未夢、楠木ともり、田中ちえ美       | 指出毬亜                                 |                                                      |
| 15 - 18                                  | 2018年10月25日 - 2018年11月15日          | 久保田未夢、楠木ともり、田中ちえ美       | なし                                     |                                                      |
| 19                                       | 2018年11月22日                           | 久保田未夢、楠木ともり、田中ちえ美       | 大西亜玖璃                               |                                                      |
| 20 - 21                                  | 2018年12月6日 - 2018年12月20日           | 久保田未夢、楠木ともり、田中ちえ美       | なし                                     |                                                      |
| -                                        | 2018年1月3日                             | 久保田未夢、楠木ともり、田中ちえ美       | なし                                     | 新年の挨拶コメントを配信                             |
| 22                                       | 2019年1月10日                            | 久保田未夢、楠木ともり、田中ちえ美       | 鬼頭明里                                 |                                                      |
| 23                                       | 2019年1月24日                            | 久保田未夢、楠木ともり、田中ちえ美       | 指出毬亜                                 |                                                      |
| 24                                       | 2019年2月7日                             | 久保田未夢、楠木ともり、田中ちえ美       | 村上奈津実                               |                                                      |
| 25                                       | 2019年2月21日                            | 久保田未夢、楠木ともり、田中ちえ美       | 前田佳織里                               |                                                      |
| 26                                       | 2019年3月7日                             | 久保田未夢、田中ちえ美                   | 相良茉優                                 | 楠木はお休み                                         |
| 27 - 28                                  | 2019年3月21日 - 2019年4月4日             | 久保田未夢、楠木ともり、田中ちえ美       | なし                                     |                                                      |
| 29                                       | 2019年4月18日                            | 楠木ともり、前田佳織里、相良茉優         | なし                                     | 回替わりパーソナリティ                               |
| 30                                       | 2019年5月2日                             | 大西亜玖璃、鬼頭明里、指出毬亜           | なし                                     | 回替わりパーソナリティ                               |
| 31                                       | 2019年5月16日                            | 久保田未夢、田中ちえ美、村上奈津美       | なし                                     | 回替わりパーソナリティ                               |
| 32 - 50                                  | 2019年5月30日 - 2020年2月6日             | 久保田未夢、楠木ともり、田中ちえ美       | なし                                     |                                                      |
| ラブライブ!虹ヶ咲学園 〜おはよう放送室〜 |                                          |                                          |                                          |                                                      |
| 51 - 66                                  | 2020年2月20日 - 2020年10月1日            | 前田佳織里、鬼頭明里、楠木ともり         | なし                                     |                                                      |
| 67 - 68                                  | 2020年10月15日 - 2020年10月29日          | 前田佳織里、鬼頭明里                     | なし                                     | 楠木は体調不良につきお休み                           |
| 69 - 74                                  | 2020年11月12日 - 2021年1月21日           | 前田佳織里、鬼頭明里、楠木ともり         | なし                                     |                                                      |
| 75 - 76                                  | 2021年2月4日 - 2021年2月18日             | 前田佳織里、楠木ともり                   | なし                                     | 鬼頭は体調不良につきお休み                           |
| 77 - 100                                 | 2021年3月4日 - 2022年1月20日             | 前田佳織里、鬼頭明里、楠木ともり         | なし                                     |                                                      |
| ラブライブ!虹ヶ咲学園 ～放課後放送室～   |                                          |                                          |                                          |                                                      |
| 101                                      | 2022年2月3日                             | 村上奈津実、指出毬亜、小泉萌香           | なし                                     |                                                      |
| 102                                      | 2022年2月17日                            | 村上奈津実、指出毬亜                     | なし                                     | 小泉はお休み                                         |
| 103 - 113                                | 2022年3月3日 - 7月21日                   | 村上奈津実、指出毬亜、小泉萌香           | なし                                     |                                                      |
| 114                                      | 2022年8月4日                             | 指出毬亜、小泉萌香                       | なし                                     | 村上はコロナ感染のためお休み                         |
| 115 - 134                                | 2022年8月18日 - 2023年5月11日            | 村上奈津実、指出毬亜、小泉萌香           | なし                                     |                                                      |
| 135                                      | 2023年5月25日                            | 指出毬亜、小泉萌香                       | なし                                     | 村上は体調不良のためお休み                           |
| 136 - 138                                | 2023年6月8日 - 7月6日                    | 村上奈津実、指出毬亜、小泉萌香           | なし                                     |                                                      |
| 139                                      | 2023年7月20日                            | 村上奈津実、指出毬亜                     | なし                                     | 小泉は体調不良のためお休み                           |
| 140 - 146                                | 2023年8月3日 - 10月26日                  | 村上奈津実、指出毬亜、小泉萌香           | なし                                     |                                                      |
| 147                                      | 2023年11月9日                            | 村上奈津実、指出毬亜                     | なし                                     | 小泉は体調不良のためお休み                           |
| 148 - 150                                | 2023年11月23日 - 12月21日                | 村上奈津実、指出毬亜、小泉萌香           | なし                                     |                                                      |
| 151                                      | 2024年1月4日                             | 村上奈津実、指出毬亜                     | なし                                     | 小泉は体調不良のためお休み                           |
| 152 - 160                                | 2024年1月18日 - 2024年5月9日             | 村上奈津実、指出毬亜、小泉萌香           | なし                                     |                                                      |
| 161                                      | 2024年5月23日                            | 村上奈津実、指出毬亜、小泉萌香           | なし                                     | 2024年5月12日開催の公開録音イベント第2部の模様を配信 |
| ラブライブ!虹ヶ咲学園 ～にじちず放送室～ |                                          |                                          |                                          |                                                      |
| 162 -                                    | 2024年6月6日 -                           | 相良茉優、内田秀、法元明菜               | なし                                     |                                                      |

## ライブ・イベント
虹ヶ咲学園スクールアイドル同好会 声優メンバーが出演した主要なイベントを挙げる。

### ナンバリングライブ
ナンバリングライブのタイトルには他のグループのように○th(回数) Love Live!という表記は使用されていない。
| 公演年 | No. | タイトル | 出演メンバー                     | 出演日         | 会場                                       | 補足 |
| ------ | --- | --- | -------------------------------- | -------------- | ------------------------------------------ | --- |
| 2019年 | 1st | ラブライブ！虹ヶ咲学園スクールアイドル同好会 First Live “with You”                                            | 虹ヶ咲学園スクールアイドル同好会 | 12月14日・15日 | 武蔵野の森総合スポーツプラザ（東京都）     | 映画館でのライブビューイングも同時実施 |
| 2020年 | 2nd | ラブライブ！虹ヶ咲学園スクールアイドル同好会 2nd Live! Brand New Story （昼夜2公演）                          | 虹ヶ咲学園スクールアイドル同好会 | 9月12日        | 東京ガーデンシアター（東京都）             | 無観客有料生配信 （Day1昼公演はBD製品には未収録で テレビアニメ1期BD5-7巻に特典映像として分割収録） 映画館でのライブビューイングはこれ以後当面中止 |
| 2020年 | 2nd | ラブライブ！虹ヶ咲学園スクールアイドル同好会 2nd Live! Back to the TOKIMEKI                                   | 虹ヶ咲学園スクールアイドル同好会 | 9月13日        | 東京ガーデンシアター（東京都）             | 無観客有料生配信 （Day1昼公演はBD製品には未収録で テレビアニメ1期BD5-7巻に特典映像として分割収録） 映画館でのライブビューイングはこれ以後当面中止 |
| 2021年 | 3rd | ラブライブ！虹ヶ咲学園スクールアイドル同好会 3rd Live! School Idol Festival 〜夢の始まり〜                    | 虹ヶ咲学園スクールアイドル同好会 | 5月8日・9日    | メットライフドーム、埼玉県）               | 有料生配信も同時実施 |
| 2022年 | 4th | ラブライブ！虹ヶ咲学園スクールアイドル同好会 4th Live! 〜Love the Life We Live〜                              | 虹ヶ咲学園スクールアイドル同好会 | 2月26日・27日  | 大阪ドーム（京セラドーム大阪、大阪府）     | 有料生配信も同時実施 |
| 2022年 | 5th | ラブライブ！虹ヶ咲学園スクールアイドル同好会 5th Live! 虹が咲く場所 ＜Colorful Dreams! Colorful Smiles!公演＞ | 虹ヶ咲学園スクールアイドル同好会 | 9月10日・11日  | 東京ガーデンシアター（東京都）             | 有料生配信も実施 |
| 2022年 | 5th | ラブライブ！虹ヶ咲学園スクールアイドル同好会 5th Live! 虹が咲く場所 ＜Next TOKIMEKI公演＞                     | 虹ヶ咲学園スクールアイドル同好会 | 9月17日・18日  | 武蔵野の森総合スポーツプラザ（東京都）     | 有料生配信も実施 |
| 2023年 | 6th | ラブライブ！虹ヶ咲学園スクールアイドル同好会 6th Live! I love You ⇆ You love Me                               | 虹ヶ咲学園スクールアイドル同好会 | 12月23日・24日 | 愛知県国際展示場（Aichi Sky Expo、愛知県） | 有料生配信も実施 |
| 2024年 | 6th | ラブライブ！虹ヶ咲学園スクールアイドル同好会 6th Live! I love You ⇆ You love Me                               | 虹ヶ咲学園スクールアイドル同好会 | 1月13日・14日  | Kアリーナ横浜（神奈川県）                  | 有料生配信も実施 |
| 2024年 | 7th | ラブライブ！虹ヶ咲学園スクールアイドル同好会 7th Live! NEW TOKIMEKI LAND                                      | 虹ヶ咲学園スクールアイドル同好会 | 10月19日・20日 | Kアリーナ横浜（神奈川県）                  | 有料生配信も実施 |

### ユニット別ライブ等
| 公演年 | タイトル                                                                                                  | 出演メンバー | 出演日         | 会場                               | 補足                                                  |
| ------ | --- | ------------ | -------------- | ---------------------------------- | ----------------------------------------------------- |
| 2021年 | ラブライブ！虹ヶ咲学園スクールアイドル同好会 UNIT LIVE & FAN MEETING vol.1 DiverDiva 〜Big Bang〜         | DiverDiva    | 9月11日・12日  | 東京ガーデンシアター（東京都）     | 有料生配信も同時実施                                  |
| 2021年 | ラブライブ！虹ヶ咲学園スクールアイドル同好会 UNIT LIVE & FAN MEETING vol.2 QU4RTZ 〜Sweet Cafe〜          | QU4RTZ       | 10月9日・10日  | 幕張メッセイベントホール（千葉県） | 有料生配信も同時実施                                  |
| 2021年 | ラブライブ！虹ヶ咲学園スクールアイドル同好会 UNIT LIVE & FAN MEETING vol.3 A・ZU・NA 〜The Night Before〜 | A・ZU・NA    | 10月23日・24日 | 幕張メッセイベントホール（千葉県） | 有料生配信も同時実施                                  |
| 2022年 | ラブライブ！虹ヶ咲学園スクールアイドル同好会 UNIT LIVE & FAN MEETING vol.4 R3BIRTH 〜First DELIGHT〜      | R3BIRTH      | 1月22日・23日  | 東京ガーデンシアター（東京都）     | 有料生配信も同時実施                                  |
| 2023年 | ラブライブ！虹ヶ咲学園スクールアイドル同好会 UNIT LIVE! ～R3BIRTH R3VOLUTION～                            | R3BIRTH      | 1月14日・15日  | 東京ガーデンシアター（東京都）     | 有料生配信も同時実施                                  |
| 2023年 | ラブライブ！虹ヶ咲学園スクールアイドル同好会 UNIT LIVE! 〜A・ZU・NA LAGOON〜                              | A・ZU・NA    | 2月4日・5日    | 東京ガーデンシアター（東京都）     | 有料生配信も同時実施 楠木最後のライブ・パフォーマンス |
| 2023年 | ラブライブ！虹ヶ咲学園スクールアイドル同好会 UNIT LIVE! 〜DiverDiva GALactic Trip〜                       | DiverDiva    | 2月25日・26日  | 東京ガーデンシアター（東京都）     | 有料生配信も同時実施                                  |
| 2023年 | ラブライブ！虹ヶ咲学園スクールアイドル同好会 UNIT LIVE! ～QU4RTZ Fluffy Magic～                           | QU4RTZ       | 3月18日・19日  | 東京ガーデンシアター（東京都）     | 有料生配信も同時実施                                  |

### ラブライブ!シリーズ合同ライブ
| 公演年 | タイトル                                                                       | 出演メンバー | 出演日                 | 会場                                  | 備考                                                        |
| ------ | ------------------------------------------------------------------------------ | --- | ---------------------- | ------------------------------------- | ----------------------------------------------------------- |
| 2020年 | LoveLive! Series 9th Anniversary ラブライブ!フェス                             | 虹ヶ咲学園スクールアイドル同好会                                                                                                  | 1月18日・19日          | さいたまスーパーアリーナ（埼玉県）    | [ 注釈 51 ]                                                 |
| 2021年 | LoveLive! Series Presents COUNTDOWN LoveLive! 2021→2022 〜LIVE with a smile!〜 | 虹ヶ咲学園スクールアイドル同好会                                                                                                  | 12月31日〜2022年1月1日 | ぴあアリーナMM（神奈川県）            | 有料生配信も同時実施 内田、法元は初のライブ・パフォーマンス |
| 2024年 | LoveLive! Series Presents ユニット甲子園 2024                                  | A・ZU・NA DiverDiva QU4RTZ（相良茉優は2日目のみ、鬼頭明里は両日とも出演なし） R3BIRTH（小泉萌香は1日目のみ） 矢野妃菜喜（解説者） | 3月9日・10日           | Kアリーナ横浜（神奈川県）             | 有料生配信も同時実施                                        |
| 2024年 | LoveLive! Series Asia Tour 2024 ～みんなで叶える物語～                         | 相良茉優、内田秀、法元明菜 | 10月6日                | 国家会展中心（中国・上海市）          | 有料生配信も実施                                            |
| 2024年 | LoveLive! Series Asia Tour 2024 ～みんなで叶える物語～                         | 大西亜玖璃、村上奈津実、林鼓子、田中ちえ美、小泉萌香、内田秀                                                                      | 12月14日・15日         | 高麗大学校 化汀体育館（韓国・ソウル） | 有料生配信はなし                                            |
| 2025年 | LoveLive! Series Asia Tour 2024 ～みんなで叶える物語～                         | 大西亜玖璃、前田佳織里、久保田未夢、林鼓子、指出毬亜、田中ちえ美                                                                  | 2月1日・2日            | Kアリーナ横浜（神奈川県）             | 有料生配信も実施                                            |

### スクフェスシリーズ関連
| 公演年 | タイトル                                                                   | 出演メンバー                                     | 出演日   | 会場                                 | 備考                                                                                            |
| ------ | -------------------------------------------------------------------------- | ------------------------------------------------ | -------- | ------------------------------------ | ----------------------------------------------------------------------------------------------- |
| 2017年 | 東京ゲームショウ2017 ブシロードステージ ラブライブ！スクフェス新情報発表会 | 虹ヶ咲学園スクールアイドル同好会                 | 9月21日  | 幕張メッセ（千葉県）                 | 初期9人キャスト発表・お披露目 MC：新田恵海（μ's・高坂穂乃果役）・伊波杏樹（Aqours・高海千歌役） |
| 2018年 | スクフェス感謝祭2018                                                       | スクフェス組                                     | 5月20日  | インテックス大阪（大阪府）           |                                                                                                 |
| 2018年 | スクフェス感謝祭2018                                                       | ファミ通App組                                    | 7月15日  | プラサヴェルデ（静岡県）             |                                                                                                 |
| 2018年 | スクフェス感謝祭2018                                                       | 電撃オンライン組                                 | 8月4日   | 東京ビッグサイト（東京都）           |                                                                                                 |
| 2018年 | スクフェス感謝祭2018                                                       | 虹ヶ咲学園スクールアイドル同好会                 | 8月5日   | 東京ビッグサイト（東京都）           |                                                                                                 |
| 2019年 | スクフェス感謝祭2019                                                       | 相良・前田・鬼頭・指出                           | 9月21日  | ベルサール秋葉原（東京都）           |                                                                                                 |
| 2019年 | スクフェス感謝祭2019                                                       | 大西・村上・田中                                 | 22日     | ベルサール秋葉原（東京都）           |                                                                                                 |
| 2020年 | スクフェスシリーズ感謝祭2020 ～ONLINE～                                    | 久保田、村上、田中                               | 10月31日 | 非公開                               | 新型コロナウィルス対策による完全オンライン開催のため、生放送番組として実施。                    |
| 2020年 | スクフェスシリーズ感謝祭2020 ～ONLINE～                                    | 前田、指出、小泉                                 | 11月14日 | 非公開                               | 新型コロナウィルス対策による完全オンライン開催のため、生放送番組として実施。                    |
| 2020年 | スクフェスシリーズ感謝祭2020 ～ONLINE～                                    | 大西、相良、鬼頭、楠木                           | 11月21日 | 非公開                               | 新型コロナウィルス対策による完全オンライン開催のため、生放送番組として実施。                    |
| 2021年 | スクフェスシリーズ感謝祭2021                                               | 相良・前田・田中・矢野                           | 9月25日  | 科学技術館サイエンスホール（東京都） | オンライン同時配信                                                                              |
| 2021年 | スクフェスシリーズ感謝祭2021                                               | 久保田・鬼頭・指出・内田                         | 9月26日  | 科学技術館サイエンスホール（東京都） | オンライン同時配信                                                                              |
| 2021年 | スクフェスシリーズ感謝祭2021                                               | 大西、村上、法元                                 | 9月26日  | 科学技術館サイエンスホール（東京都） | オンライン同時配信                                                                              |
| 2022年 | スクフェスシリーズ感謝祭2022                                               | 大西・相良・前田・久保田・村上・指出・小泉・内田 | 9月26日  | ベルサール秋葉原（東京都）           | オンライン同時配信                                                                              |
| 2022年 | スクフェスシリーズ感謝祭2022                                               | 大西、法元                                       | 9月26日  | ベルサール秋葉原（東京都）           | オンライン同時配信                                                                              |
| 2023年 | スクフェスシリーズ感謝祭2023                                               | 矢野、相良                                       | 6月25日  | ベルサール秋葉原（東京都）           | オンライン同時配信                                                                              |
| 2023年 | スクフェスシリーズ感謝祭2023                                               | 相良、指出、田中                                 | 6月25日  | ベルサール秋葉原（東京都）           | オンライン同時配信                                                                              |

### その他のソロイベント
| 公演年 | タイトル | 出演メンバー                                                     | 出演日・会場 | 備考        |
| ------ | --- | ---------------------------------------------------------------- | --- | ----------- |
| 2018年 | 「TOKIMEKI Runners」発売記念イベント | 虹ヶ咲学園スクールアイドル同好会                                 | 11月10日 ダイバーシティ東京（東京都）                                                                              |             |
| 2019年 | 校内マッチングフェスティバル | 虹ヶ咲学園スクールアイドル同好会                                 | 全2公演：3月30日 ステラボール（東京都）                                                                            | [ 注釈 56 ] |
| 2020年 | トキメキらんらんるんるんGo! | 虹ヶ咲学園スクールアイドル同好会                                 | 12月26日 生配信ライブ                                                                                              |             |
| 2021年 | ラブライブ！虹ヶ咲学園スクールアイドル同好会 校内シャッフルフェスティバル                                                                    | 虹ヶ咲学園スクールアイドル同好会                                 | 3月20・21日 ぴあアリーナMM（神奈川県）                                                                             |             |
| 2021年 | 「ラブライブ！虹ヶ咲学園 ～お昼休み＆おはよう放送室～」公開録音～にじがリッスン♪とみちりりりーず！                                           | 前田佳織里、久保田未夢、鬼頭明里、楠木ともり、田中ちえ美         | 全3公演：5月23日 有楽町よみうりホール（東京都）                                                                    |             |
| 2022年 | TVアニメ『ラブライブ！虹ヶ咲学園スクールアイドル同好会』RADIO アニガサキ！公開録音～TOKIMEKI Talk Room～                                     | 矢野妃菜喜、大西亜玖璃、相良茉優、小泉萌香、内田秀、法元明菜     | 全2公演：7月10日 有楽町よみうりホール（東京都）                                                                    |             |
| 2022年 | ラブライブ！虹ヶ咲学園おはよう&放課後放送室公開録音～りりりーず＆ぴーなっちゅ～                                                              | 前田佳織里、村上奈津実、鬼頭明里、楠木ともり、指出毬亜、小泉萌香 | 全3公演：10月23日 武蔵村山市民会館（さくらホール）（東京都）                                                       |             |
| 2023年 | ラブライブ！虹ヶ咲学園スクールアイドル同好会 にじたび！ TOKIMEKI FAN MEETING TOUR                                                            | 村上奈津実、林鼓子、指出毬亜、法元明菜                           | 広島公演：全3公演 4月22・23日 広島文化学園HBGホール（広島県）                                                      |             |
| 2023年 | ラブライブ！虹ヶ咲学園スクールアイドル同好会 にじたび！ TOKIMEKI FAN MEETING TOUR                                                            | 矢野妃菜喜、指出毬亜、A・ZU・NA                                  | 東京公演：全3公演 5月6・7日 LINE CUBE SHIBUYA（渋谷公会堂、東京都）                                                |             |
| 2023年 | ラブライブ！虹ヶ咲学園スクールアイドル同好会 にじたび！ TOKIMEKI FAN MEETING TOUR                                                            | 大西亜玖璃、村上奈津実、林鼓子、内田秀                           | 愛知公演：全3公演 5月13・14日 愛知県芸術劇場大ホール（愛知県）                                                     |             |
| 2023年 | ラブライブ！虹ヶ咲学園スクールアイドル同好会 にじたび！ TOKIMEKI FAN MEETING TOUR                                                            | 相良茉優、林鼓子、田中ちえ美、内田秀                             | 福岡公演：全3公演 6月17・18日 北九州ソレイユホール（福岡県）                                                       |             |
| 2023年 | ラブライブ！虹ヶ咲学園スクールアイドル同好会 にじたび！ TOKIMEKI FAN MEETING TOUR                                                            | 前田佳織里、久保田未夢、鬼頭明里、林鼓子                         | 大阪公演：全3公演 7月1・2日 オリックス劇場（大阪府）                                                               |             |
| 2023年 | ラブライブ！虹ヶ咲学園スクールアイドル同好会 にじたび！ TOKIMEKI FAN MEETING TOUR                                                            | 相良茉優、林鼓子、小泉萌香、法元明菜                             | 北海道公演：全3公演 7月16・17日 札幌文化芸術劇場 hitaru（北海道）                                                  |             |
| 2023年 | 『ラブライブ！虹ヶ咲学園スクールアイドル同好会 NEXT SKY』初日舞台挨拶＆新情報発表会付き上映                                                  | 矢野妃菜喜、大西亜玖璃、林鼓子                                   | 6月23日 ユナイテッド・シネマアクアシティお台場（東京都）                                                           |             |
| 2023年 | 『ラブライブ！虹ヶ咲学園スクールアイドル同好会 NEXT SKY』公開記念舞台挨拶付き上映                                                            | 相良茉優、小泉萌香、法元明菜                                     | 全2公演：7月15日 札幌シネマフロンティア（北海道）                                                                  |             |
| 2023年 | 『ラブライブ！虹ヶ咲学園スクールアイドル同好会 NEXT SKY』特別上映会                                                                          | 大西亜玖璃、小泉萌香                                             | 9月2日 MEGABOX COEX （ 韓国・ソウル）                                                                              |             |
| 2024年 | ラブライブ！虹ヶ咲学園～放課後放送室～ ＆ RADIO アニガサキ！合同公開録音 キズナつなげて！TOKIMEKIアワー♪                                     | 矢野妃菜喜、大西亜玖璃、村上奈津美、指出毬亜、小泉萌香           | 全3公演：5月12日 有楽町よみうりホール（東京都）                                                                    |             |
| 2024年 | 映画『ラブライブ！虹ヶ咲学園スクールアイドル同好会 完結編 第1章』主題歌ミニアルバム「どこにいても君は君」発売記念イベント                    | 大西亜玖璃、林鼓子、指出毬亜                                     | 9月5日 サンシャインシティ 噴水広場（東京都）                                                                       |             |
| 2024年 | 映画『ラブライブ！虹ヶ咲学園スクールアイドル同好会 完結編 第1章』公開舞台挨拶付き上映                                                        | 久保田未夢、小泉萌香を除く11人                                   | 全2公演：9月8日 丸の内ピカデリー（東京都）                                                                         |             |
| 2024年 | 映画『ラブライブ！虹ヶ咲学園スクールアイドル同好会 完結編 第1章』大阪・名古屋舞台挨拶付き上映                                                | 指出毬亜、内田 秀、法元明菜                                      | 全5公演：9月14日 大阪ステーションシティシネマ、なんばパークスシネマ（大阪府） ミッドランドスクエアシネマ（愛知県） |             |
| 2024年 | 映画『ラブライブ！虹ヶ咲学園スクールアイドル同好会 完結編 第1章』舞台挨拶付き爆音上映                                                        | 大西亜玖璃、指出毬亜、法元明菜                                   | 10月26日 ユナイテッド・シネマアクアシティお台場（東京都）                                                          |             |
| 2024年 | 映画『ラブライブ！虹ヶ咲学園スクールアイドル同好会 完結編 第1章』応援御礼舞台挨拶付き上映                                                    | 矢野妃菜喜、大西亜玖璃、相良茉優、指出毬亜、法元明菜             | 全2公演：10月26日 丸の内ピカデリー（東京都）                                                                       |             |
| 2024年 | JALPAK×虹ヶ咲学園コラボツアー「ニジガクメンバーと一緒に沖縄観光 空の旅！」トークショー                                                       | 指出毬亜、法元明菜                                               | 12月7日 那覇空港（沖縄県）                                                                                         |             |
| 2024年 | 映画『ラブライブ！虹ヶ咲学園スクールアイドル同好会 完結編 第1章』沖縄舞台挨拶                                                                | 指出毬亜、法元明菜                                               | 12月7日 サザンプレックス（沖縄県）                                                                                 |             |
| 2024年 | 映画『ラブライブ！虹ヶ咲学園スクールアイドル同好会 完結編 第1章』舞台挨拶付き特別上映                                                        | 指出毬亜、田中ちえ美                                             | 12月22日 SFシネマMBK（タイ）                                                                                       |             |
| 2024年 | 映画『ラブライブ！虹ヶ咲学園スクールアイドル同好会 完結編 第1章』マルヤ#41 スペシャルステージ                                                | 指出毬亜、田中ちえ美                                             | 12月22日 サイアムパラゴン 5 階 パラゴンホール（タイ）                                                              |             |
| 2025年 | ラブライブ！虹ヶ咲学園スクールアイドル同好会 LIVE＆FAN MEETING TOUR ニジガク校外学習 歌おう♪踊ろう♪語ろう♪                                   | 大西亜玖璃、村上奈津実、林鼓子、内田秀                           | 大阪公演：全3公演 4月5・6日 オリックス劇場（大阪府）                                                               |             |
| 2025年 | ラブライブ！虹ヶ咲学園スクールアイドル同好会 LIVE＆FAN MEETING TOUR ニジガク校外学習 歌おう♪踊ろう♪語ろう♪                                   | 久保田未夢、指出毬亜、田中ちえ美、法元明菜                       | 千葉公演：全3公演 4月12・13日 幕張メッセイベントホール（千葉県）                                                   |             |
| 2025年 | ラブライブ！虹ヶ咲学園スクールアイドル同好会 LIVE＆FAN MEETING TOUR ニジガク校外学習 歌おう♪踊ろう♪語ろう♪                                   | 相良茉優、前田佳織里、鬼頭明里、小泉萌香                         | 福岡公演：全3公演 5月10・11日 福岡市民ホール 大ホール（福岡県）                                                    |             |
| 2025年 | ラブライブ！虹ヶ咲学園スクールアイドル同好会 LIVE＆FAN MEETING TOUR ニジガク校外学習 歌おう♪踊ろう♪語ろう♪                                   | 村上奈津実、林鼓子、田中ちえ美、矢野妃菜喜                       | 宮城公演：全3公演 5月17・18日 仙台サンプラザ（宮城県）                                                             |             |
| 2025年 | ビジュアルノベルゲーム『ラブライブ！虹ヶ咲学園スクールアイドル同好会 トキメキの未来地図』主題歌アルバム「Eternalize Love!!」発売記念イベント | 大西亜玖璃、林鼓子                                               | 4月7日 あべのキューズモール（大阪府）                                                                              |             |

### ゲスト出演ライブ・イベント
| 公演年 | タイトル | 出演メンバー                                                                         | 出演日・会場 | 備考        |
| ------ | --- | ------------------------------------------------------------------------------------ | --- | ----------- |
| 2018年 | AnimeJapan 2018                                                                                               | 相良茉優、前田佳織里、田中ちえ美                                                     | 3月25日 東京ビッグサイト（東京都） |             |
| 2018年 | 東京ゲームショウ2018                                                                                          | 虹ヶ咲学園スクールアイドル同好会                                                     | 9月20日・22日・23日 幕張メッセ（千葉県） |             |
| 2019年 | AnimeJapan 2019                                                                                               | 大西亜玖璃、前田佳織里、久保田未夢                                                   | 3月23日 東京ビッグサイト（東京都） |             |
| 2019年 | ランティス祭り2019                                                                                            | 虹ヶ咲学園スクールアイドル同好会                                                     | 6月23日 幕張メッセ（千葉県） | [ 注釈 58 ] |
| 2019年 | Animelo Summer Live 2019 -STORY-                                                                              | 虹ヶ咲学園スクールアイドル同好会                                                     | 9月1日 さいたまスーパーアリーナ（埼玉県） | [ 注釈 59 ] |
| 2019年 | Lantis Fes 2019 at BilibiliWorld - Anisong Concert -                                                          | 大西亜玖璃、前田佳織里、田中ちえ美                                                   | 10月5日 上海国際展覧中心 （ 中国・上海市） |             |
| 2020年 | AnimeJapan 2020                                                                                               | 開催中止に伴い出演キャンセル                                                         | 開催中止に伴い出演キャンセル |             |
| 2020年 | TOKYO IDOL FESTIVAL オンライン 2020                                                                           | 前田佳織里、久保田未夢、村上奈津実、指出毬亜、田中ちえ美                             | 10月4日 オンライン開催（TIF LIVE STREAM） |             |
| 2021年 | バンダイナムコエンターテインメントフェスティバル 2nd DAY2                                                     | 2022年5月に開催延期                                                                  | 2022年5月に開催延期 |             |
| 2021年 | セガプラザ通信 in AJ2021                                                                                      | 相良茉優、前田佳織里、田中ちえ美                                                     | 3月28日 オンライン開催 |             |
| 2022年 | AnimeJapan2022AJステージ『ラブライブ！虹ヶ咲学園スクールアイドル同好会』TVアニメ2期放送直前スペシャルステージ | 矢野妃菜喜、大西亜玖璃、前田佳織里、鬼頭明里                                         | 3月26日 東京ビッグサイト |             |
| 2022年 | バンダイナムコエンターテインメントフェスティバル 2nd（延期日程）                                              | (DAY1)大西亜玖璃、前田佳織里、 R3BIRTH                                               | 5月14日 千葉マリンスタジアム （ZOZOマリンスタジアム）                                                                                               |             |
| 2022年 | バンダイナムコエンターテインメントフェスティバル 2nd（延期日程）                                              | (DAY2)DiverDiva、 QU4RTZ                                                             | 5月15日 千葉マリンスタジアム （ZOZOマリンスタジアム）                                                                                               |             |
| 2022年 | ラブライブ！シリーズ×パ・リーグ6球団 コラボ試合 福岡ソフトバンクホークス vs 東北楽天ゴールデンイーグルス      | 前田佳織里、内田秀                                                                   | 6月18日 福岡PayPayドーム（福岡県） |             |
| 2022年 | xR ARTISTS SUPER FES 2022                                                                                     | DiverDiva                                                                            | 7月2日 オンライン配信 |             |
| 2022年 | ラブライブ！シリーズ×パ・リーグ6球団 コラボ試合 オリックス・バファローズ vs 千葉ロッテマリーンズ              | 相良茉優、法元明菜                                                                   | 7月8日 京セラドーム大阪（大阪府） |             |
| 2022年 | ブシロード15周年記念ライブ                                                                                    | 大西亜玖璃、前田佳織里、小泉萌香                                                     | 11月13日 西武ドーム （ベルーナドーム） |             |
| 2022年 | AGF Korea 2022                                                                                                | 大西亜玖璃、久保田未夢、内田秀                                                       | 12月3日 韓国・コヤン |             |
| 2023年 | ラブライブ！シリーズのオールナイトニッポンGOLD 新春ありがとう文化祭                                           | 大西亜玖璃、法元明菜                                                                 | 1月9日 パシフィコ横浜 国立大ホール（神奈川県） |             |
| 2023年 | FUJIFILM SUPER CUP 2023 横浜F・マリノス vs ヴァンフォーレ甲府                                                 | 大西亜玖璃、田中ちえ美                                                               | 2月11日 国立競技場（東京都） |             |
| 2023年 | オダイバ!!超次元音楽祭 -ヨコハマからハッピーバレンタインフェス2023-                                           | R3BIRTH                                                                              | 2月11日 ぴあアリーナMM（神奈川県） |             |
| 2023年 | AnimeJapan2023AJステージ『ラブライブ！シリーズ合同スペシャルステージ』                                        | 矢野妃菜喜、大西亜玖璃、林鼓子 （林はVTR出演）                                       | 3月25日 東京ビッグサイト |             |
| 2023年 | ブシロードカードゲーム祭2023                                                                                  | 指出毬亜、内田秀、法元明菜                                                           | 4月29日 東京ビッグサイト |             |
| 2023年 | BUSHIROAD ROCK FESTIVAL 2023                                                                                  | 相良茉優、林鼓子、田中ちえ美                                                         | 5月27日 富士急ハイランド・コニファーフォレスト（山梨県）                                                                                            |             |
| 2023年 | Anime Expo2023                                                                                                | 相良茉優                                                                             | 7月1日 JW-Marriott Platinum Ballroom（ アメリカ合衆国・ロサンゼルス） 7月2日 ロサンゼルス・コンベンション・センター（アメリカ合衆国・ロサンゼルス） |             |
| 2023年 | オダイバ!!超次元音楽祭〜真夏の冒険王LIVE〜                                                                    | 大西亜玖璃、田中ちえ美、法元明菜                                                     | 8月14日 お台場冒険王特設会場（東京都） |             |
| 2023年 | 明治安田生命J1リーグ 第25節 セレッソ大阪 vs 名古屋グランパス                                                  | 久保田未夢                                                                           | 8月26日 ヨドコウ桜スタジアム（大阪府） |             |
| 2023年 | Animelo Summer Live 2023 -AXEL-                                                                               | 大西亜玖璃、相良茉優、鬼頭明里、指出毬亜、田中ちえ美、法元明菜                       | 8月27日 さいたまスーパーアリーナ（埼玉県） |             |
| 2023年 | ナガノアニエラフェスタ2023                                                                                    | 大西亜玖璃、相良茉優、林鼓子                                                         | 9月17日 佐久市駒場公園 （長野県） |             |
| 2023年 | GRAND CYCLE TOKYO 2023                                                                                        | 久保田未夢、法元明菜                                                                 | 11月23日 青海R地区 （東京都） |             |
| 2023年 | 異次元フェス アイドルマスター★♥ラブライブ!歌合戦                                                              | 虹ヶ咲学園スクールアイドル同好会                                                     | 12月9日・10日 東京ドーム（東京都） |             |
| 2024年 | AnimeJapan 2024 AJステージ『ラブライブ！虹ヶ咲学園スクールアイドル同好会 最新情報発表会』                     | 大西亜玖璃、相良茉優、林鼓子、指出毬亜                                               | 3月23日 東京ビッグサイト |             |
| 2024年 | Sakura-Con 2024                                                                                               | 林鼓子、田中ちえ美                                                                   | 3月29日・30日、31日 ワシントン州コンベンション・センター （ アメリカ合衆国・ワシントン）                                                            |             |
| 2024年 | 沖縄国際映画祭                                                                                                | 大西亜玖璃                                                                           | 4月21日 那覇市国際通り 、那覇文化芸術劇場なはーと小劇場（沖縄県）                                                                                   |             |
| 2024年 | ちゃやまち推しフェスティバル2024『推し作品を見つけよう！バンダイナムコフィルムワークスステージ！』            | 矢野妃菜喜、内田秀                                                                   | 6月8日 梅田芸術劇場メインホール （大阪府） |             |
| 2024年 | ラブライブ！シリーズ×パ・リーグ6球団 コラボ試合 北海道日本ハムファイターズ vs 埼玉西武ライオンズ              | 村上奈津実、田中ちえ美                                                               | 7月28日 エスコンフィールドHOKKAIDO（北海道） |             |
| 2024年 | ラブライブ！虹ヶ咲学園スクールアイドル同好会×東武動物公園 キャストトークイベント                              | 矢野妃菜喜、大西亜玖璃                                                               | 8月14日 東武動物公園（埼玉県） |             |
| 2025年 | AnimeJapan 2025 AJステージ『ラブライブ！虹ヶ咲学園スクールアイドル同好会』 最新情報発表会                     | 矢野妃菜喜、大西亜玖璃、久保田未夢、村上奈津実、林鼓子、田中ちえ美、小泉萌香、内田秀 | 3月23日 東京ビッグサイト |             |
| 2025年 | BILIBILI MACRO LINK 2025                                                                                      | 矢野妃菜喜、大西亜玖璃、相良茉優、田中ちえ美                                         | 7月11日 国家会展中心（中国・上海市） |             |
| 2025年 | 神田明神納涼祭り アニソン盆踊り                                                                               | 久保田未夢、林鼓子                                                                   | 8月8日 神田明神（東京都） |             |
| 2025年 | U-NEXT MUSIC FES LoveLive! Series EXPO 2025 STAGE ~Right now!~                                                | 久保田未夢、林鼓子、指出毬亜、田中ちえ美                                             | 8月14日 大阪・関西万博EXPOアリーナ「Matsuri」（大阪府）                                                                                             |             |